# Busan
Busan (Tiếng Hàn: 부산, Hanja: 釜山, Hán Việt: Phủ Sơn) (phát âm tiếng Hàn Quốc: [pu.sa̠n]) hay còn được viết là Pusan, tên chính thức là Thành phố Đô thị Busan (Tiếng Hàn: 부산광역시, Hanja: 釜山廣域市, Hán Việt: Phủ Sơn Quảng vực thị) là thành phố cảng lớn nhất của Hàn Quốc, nằm ở phía đông nam của bán đảo Triều Tiên. Với dân số khoảng 3.5 triệu người, Busan là thành phố lớn thứ nhì tại Hàn Quốc sau Seoul. Về mặt hành chính, Busan được coi là một khu vực đại đô thị tự trị. Khu nội thành đông dân cư nhất nằm giữa lòng chảo hẹp giữa hai con sông Nakdong (Lạc Đông) và sông Suyeong (Thủy Doanh), trong khi vùng ngoại thành có nhiều đồi núi.
Đây là trung tâm kinh tế, văn hóa và giáo dục của vùng đông nam Hàn Quốc. Cảng Busan là cảng biển bận rộn nhất Hàn Quốc và là một trong 9 cảng biển bận rộn nhất trên thế giới. Khoảng cách từ thành phố đến các đảo lớn của Nhật Bản là Kyushu và Honshu chỉ khoảng 120 dặm (1900000 km). "Khu kinh tế Đông Nam" xung quanh thành phố (bao gồm cả Ulsan và Nam Gyeongsang) hiện là khu vực công nghiệp lớn nhất của Hàn Quốc.
Trên diện trường quốc tế, Busan là địa điểm tổ chức Đại hội Thể thao châu Á 2002, giải vô địch bóng đá thế giới 2002 và hội nghị APEC 2005 tại Hàn Quốc. Đây là nơi có cửa hàng bách hóa lớn nhất thế giới, Shinsegae Centum City. Ngày 14 tháng 11 năm 2005, thành phố Busan nộp đơn đăng cai Thế vận hội Mùa hè 2020 nhưng ban tổ chức cuối cùng chọn Tokyo, Nhật Bản.

## Lịch sử

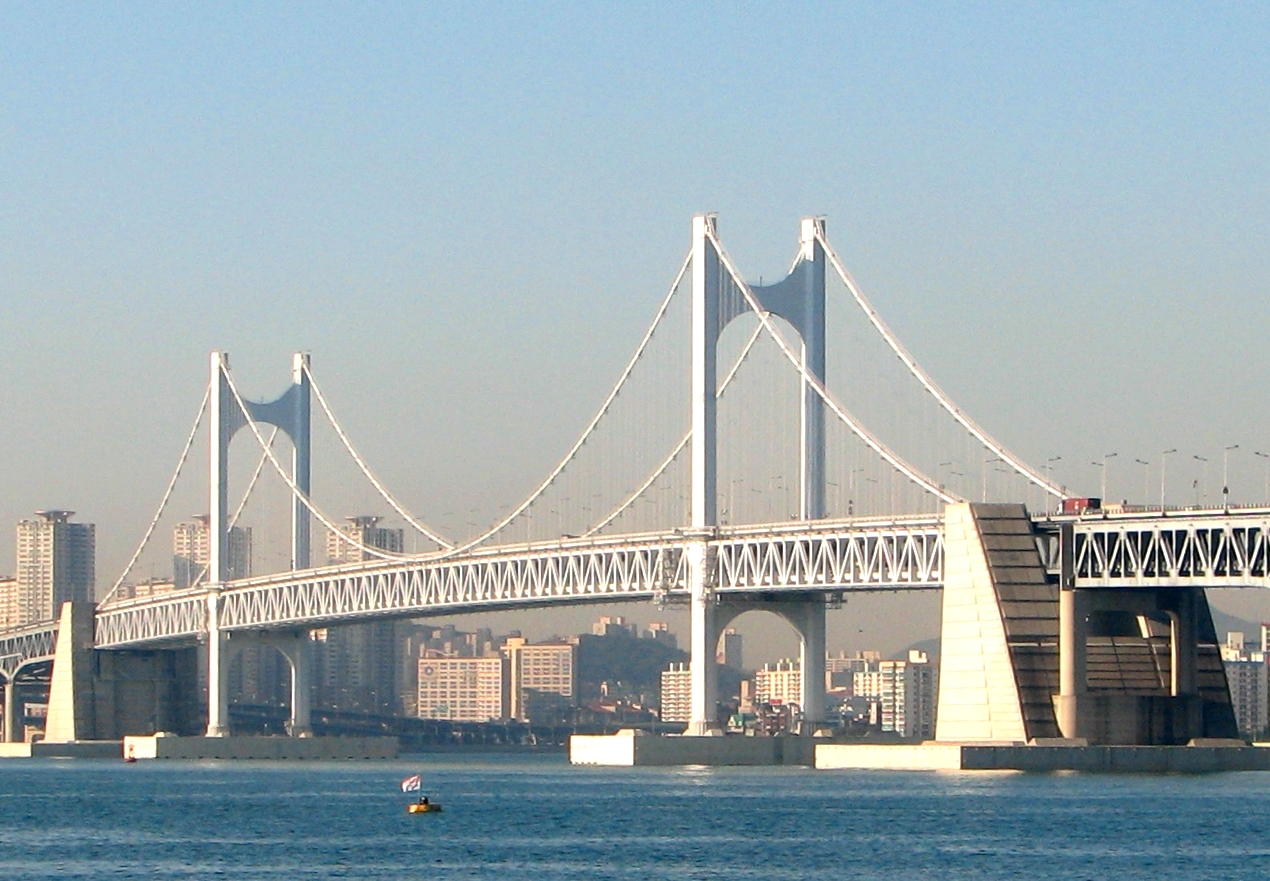
Cầu Gwangan

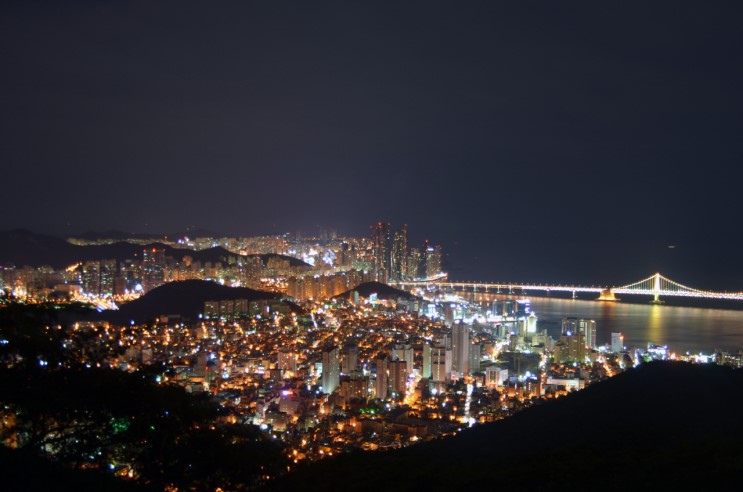
Busan về đêm

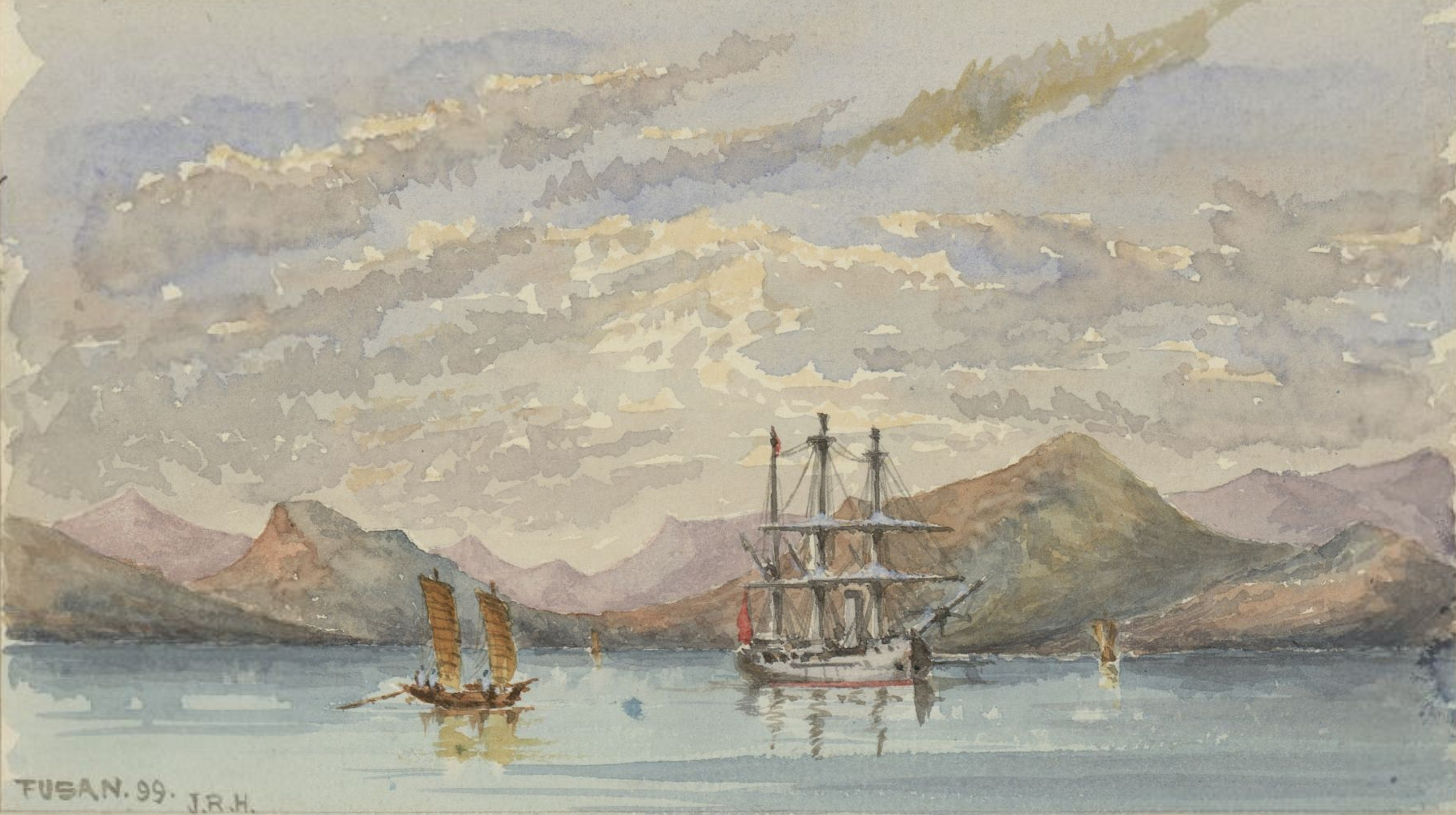
Tranh vẽ cảng Busan năm 1899

Thời gian đầu, khu vực thành phố Busan ngày nay được gọi là Geochilsan, một trong những trung tâm của những thủ lĩnh Thìn Hàn (진한 Jinhan) trong thế kỉ 2 và thế kỉ 3. Sau đó, vùng này trở thành một phần của vương quốc Tân La và đổi tên thành quận Geochilsan.
Trong khoảng những năm 300-400, trong thời kỳ Tam Quốc Triều Tiên, vùng đất Busan được cai trị bởi những vị thủ lĩnh đầy quyền lực. Đến năm 757, quận Geochilsan đổi tên lại thành Dongnae (Đông Lai), cái tên vẫn còn tồn tại đến ngày nay.

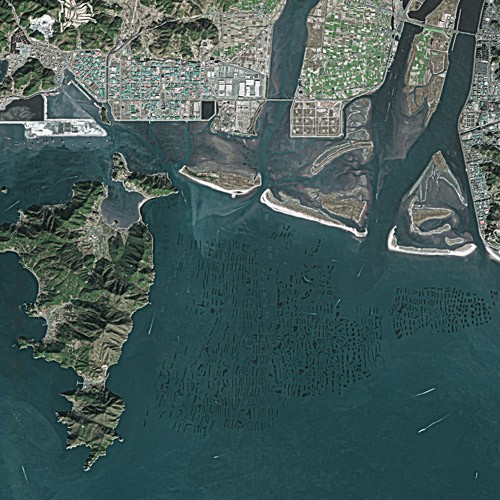
Quang cảnh Busan chụp từ vệ tinh

Vào đầu thế kỉ 15, chính quyền Triều Tiên chọn Busan là điểm giao thương với Nhật Bản và cho phép người Nhật được định cư sinh sống tại đây. Trong khi những khu kiều dân của người Nhật tại các vùng Ulsan (Uất Sơn) và Jinhae (Trấn Hải) suy tàn sau đó, thì khu định cư của người Nhật tại Busan, gọi là khu Waegwan (Oa Quán) lại phát triển nhanh chóng cho đến khi xảy ra cuộc chiến tranh xâm lược của Nhật Bản vào Triều Tiên năm 1592. Sau chiến tranh, quan hệ ngoại giao với Nhật Bản được tái thiết lập năm 1607 và Triều Tiên cho phép Waegwan được xây dựng lại và tiếp tục phát triển nhanh chóng, đóng vai trò quan trọng trong giao thương giữa hai nước Triều Tiên và Nhật Bản. Năm 1876, Busan trở thành thương cảng quốc tế đầu tiên của Triều Tiên.
Trong thời kỳ cai trị của Đế quốc Nhật Bản, Busan tiếp tục giữ vai trò như một hải cảng quan trọng. Busan là thành phố đầu tiên của Triều Tiên có đường xe lửa chạy bằng hơi nước trước khi được điện khí hóa vào năm 1924.
Trong cuộc Chiến tranh Triều Tiên, Busan là một trong số ít những vùng ở miền nam không bị rơi vào tay của quân cộng sản Bắc Triều Tiên. Do đó, nó đóng vai trò như một nơi tị nạn của nhiều người Triều Tiên trong chiến tranh và từng là thủ đô lâm thời của Hàn Quốc. Quân đội của Liên Hợp Quốc đã từng xây dựng một bức thành lũy lớn bao quanh thành phố Busan vào mùa hè và mùa thu năm 1950 để chuẩn bị cho trận Vành đai Pusan - trận đánh bước ngoặt của cuộc chiến. Giống như Seoul, Busan là một khu vực đại đô thị có chính quyền tự quản và ngày nay tiếp tục đóng vai trò một cảng biển lớn và quan trọng bậc nhất của Hàn Quốc.
Năm 1963, Busan tách khỏi Gyeongsangnam-do để trở thành một thành phố trực thuộc (Jikhalsi). Năm 1983, thủ phủ tỉnh Gyeongsangnam-do đã được chuyển từ Busan đến Changwon.
Năm 1995, Busan trở thành một trong những thành phố đặc biệt của Hàn Quốc (Gwangyeoksi).

## Địa lí
Busan nằm ở mũi đông nam của bán đảo Triều Tiên. Đây là thành phố gần nhất trong sáu thành phố lớn nhất của Hàn Quốc tới Nhật Bản. Khoảng cách theo đường chim bay từ Busan đến đảo Tsushima, Nhật Bản, khoảng 49,5 km và đến Fukuoka, Nhật Bản, khoảng 180 km. Busan cách thủ đô Seoul khoảng 325 km. Busan giáp các ngọn núi thấp ở phía bắc và phía tây và biển cả ở phía nam và đông. Đồng bằng sông Nakdong nằm ở phía tây thành phố, và Geumjeongsan, ngọn núi cao nhất trong thành phố, về phía bắc. Sông Nakdong, con sông dài nhất của Hàn Quốc, chảy qua phía tây và đổ xuống eo biển Triều Tiên. Khu vực Đông Nam, được gọi là Yeongnam ở Hàn Quốc, bao gồm cả Gyeongsang và 3 thành phố đô thị là Busan, Daegu và Ulsan. Ulsan nằm ở phía đông bắc Busan. Tổng dân số của cả 3 thành phố vượt quá 13 triệu người.

### Khí hậu

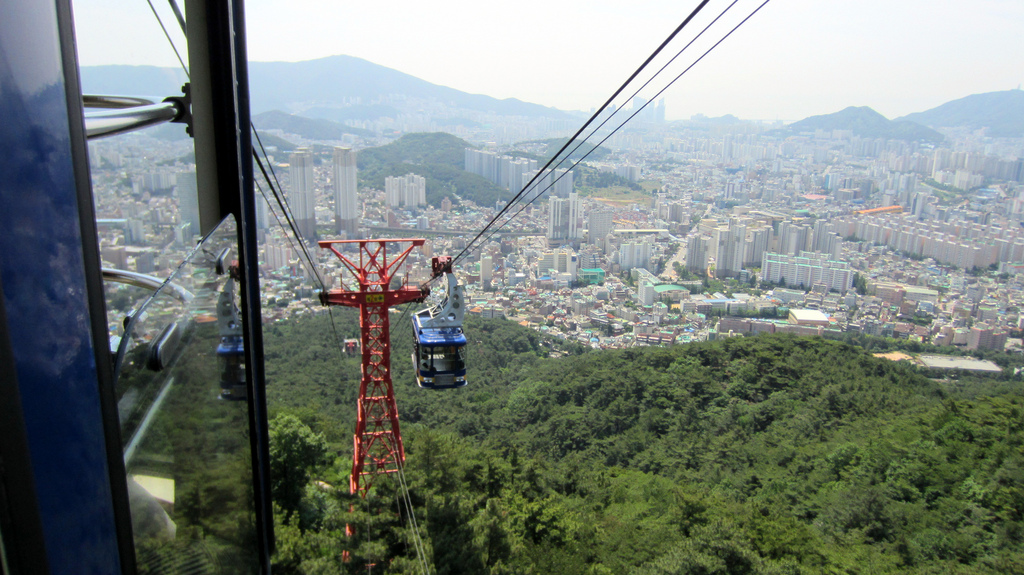
Busan nhìn từ núi Geumjeong

Nằm ở bờ biển cực đông nam của Hàn Quốc, Busan có thời tiết khá ôn hòa với khí hậu cận nhiệt đới ẩm (Köppen Climate Cwa). Nhiệt độ cực kỳ cao hoặc thấp rất hiếm khi xảy ra. Nhiệt độ cao nhất từng ghi nhận là 37,3 °C (99,1 °F) vào ngày 14 tháng 8 năm 2016 trong khi nhiệt độ thấp nhất từng được ghi nhận là -14,0 °C (6,8 °F) vào ngày 13 tháng 1 năm 1915. Từ tháng 5 đến tháng 7, vào thời điểm cuối xuân đầu hè, khí hậu thường mát mẻ hơn vùng nội địa do hiệu ứng đại dương. Cuối mùa hè và đầu mùa thu, từ tháng 8 đến tháng 9, khí hậu nói chung là nóng và ẩm, thành phố có thể đón những cơn bão vào thời điểm đó nhưng thông thường sẽ là mưa. Tuy nhiên, Busan đã từng phải hứng chịu những cơn bão rất mạnh trong quá khứ. Vào ngày 15 tháng 9 năm 1959, siêu bão Sarah đã băng qua bờ biển thành phố và gây ra thiệt hại thảm khốc. Một cơn bão nghiêm trọng bất thường vào ngày 12 tháng 9 năm 2003, bão Maemi, cũng gây thiệt hại cho các con tàu ngoài cảng và các tòa nhà, làm hơn 48 người thiệt mạng.
Tháng 10 và tháng 11 nhìn chung là thoải mái nhất, với bầu trời trong lành và nhiệt độ dễ chịu. Mùa đông lạnh và tương đối khô với gió lớn, nhưng ấm áp hơn nhiều so với các vùng khác của Hàn Quốc ngoại trừ đảo Jeju và một số hòn đảo ngoài khơi bờ biển phía nam. Busan và các khu vực lân cận có ít tuyết nhất so với các khu vực khác của Hàn Quốc do vị trí ngay sát biển của nó. Tuyết rơi vào trung bình chỉ khoảng 5 ngày một năm. Ngay cả sự tích tụ ít tuyết cũng có thể đóng cửa thành phố cảng biển vì địa hình đồi núi và sự không quen thuộc của người lái xe với việc lái xe trên tuyết.
| Dữ liệu khí hậu của Busan (1991–2020, cực đại 1904–nay)                   | Dữ liệu khí hậu của Busan (1991–2020, cực đại 1904–nay) | Dữ liệu khí hậu của Busan (1991–2020, cực đại 1904–nay) | Dữ liệu khí hậu của Busan (1991–2020, cực đại 1904–nay) | Dữ liệu khí hậu của Busan (1991–2020, cực đại 1904–nay) | Dữ liệu khí hậu của Busan (1991–2020, cực đại 1904–nay) | Dữ liệu khí hậu của Busan (1991–2020, cực đại 1904–nay) | Dữ liệu khí hậu của Busan (1991–2020, cực đại 1904–nay) | Dữ liệu khí hậu của Busan (1991–2020, cực đại 1904–nay) | Dữ liệu khí hậu của Busan (1991–2020, cực đại 1904–nay) | Dữ liệu khí hậu của Busan (1991–2020, cực đại 1904–nay) | Dữ liệu khí hậu của Busan (1991–2020, cực đại 1904–nay) | Dữ liệu khí hậu của Busan (1991–2020, cực đại 1904–nay) | Dữ liệu khí hậu của Busan (1991–2020, cực đại 1904–nay) |
| Tháng                                                                     | 1                                                       | 2                                                       | 3                                                       | 4                                                       | 5                                                       | 6                                                       | 7                                                       | 8                                                       | 9                                                       | 10                                                      | 11                                                      | 12                                                      | Năm                                                     |
| ------------------------------------------------------------------------- | ------------------------------------------------------- | ------------------------------------------------------- | ------------------------------------------------------- | ------------------------------------------------------- | ------------------------------------------------------- | ------------------------------------------------------- | ------------------------------------------------------- | ------------------------------------------------------- | ------------------------------------------------------- | ------------------------------------------------------- | ------------------------------------------------------- | ------------------------------------------------------- | ------------------------------------------------------- |
| Cao kỉ lục °C (°F)                                                        | 18.4 (65.1)                                             | 20.3 (68.5)                                             | 22.9 (73.2)                                             | 28.1 (82.6)                                             | 34.0 (93.2)                                             | 33.4 (92.1)                                             | 35.8 (96.4)                                             | 37.3 (99.1)                                             | 35.2 (95.4)                                             | 29.8 (85.6)                                             | 25.6 (78.1)                                             | 20.9 (69.6)                                             | 37.3 (99.1)                                             |
| Trung bình ngày tối đa °C (°F)                                            | 8.2 (46.8)                                              | 10.2 (50.4)                                             | 13.8 (56.8)                                             | 18.2 (64.8)                                             | 22.0 (71.6)                                             | 24.6 (76.3)                                             | 27.5 (81.5)                                             | 29.5 (85.1)                                             | 26.4 (79.5)                                             | 22.5 (72.5)                                             | 16.6 (61.9)                                             | 10.4 (50.7)                                             | 19.2 (66.6)                                             |
| Trung bình ngày °C (°F)                                                   | 3.6 (38.5)                                              | 5.4 (41.7)                                              | 9.1 (48.4)                                              | 13.8 (56.8)                                             | 17.9 (64.2)                                             | 21.0 (69.8)                                             | 24.4 (75.9)                                             | 26.1 (79.0)                                             | 22.6 (72.7)                                             | 17.9 (64.2)                                             | 11.9 (53.4)                                             | 5.8 (42.4)                                              | 15.0 (59.0)                                             |
| Tối thiểu trung bình ngày °C (°F)                                         | −0.1 (31.8)                                             | 1.5 (34.7)                                              | 5.3 (41.5)                                              | 10.1 (50.2)                                             | 14.6 (58.3)                                             | 18.3 (64.9)                                             | 22.1 (71.8)                                             | 23.7 (74.7)                                             | 19.8 (67.6)                                             | 14.5 (58.1)                                             | 8.3 (46.9)                                              | 2.0 (35.6)                                              | 11.7 (53.1)                                             |
| Thấp kỉ lục °C (°F)                                                       | −14.0 (6.8)                                             | −12.6 (9.3)                                             | −9.7 (14.5)                                             | −1.5 (29.3)                                             | 5.4 (41.7)                                              | 9.3 (48.7)                                              | 13.8 (56.8)                                             | 15.4 (59.7)                                             | 9.6 (49.3)                                              | 1.8 (35.2)                                              | −6.5 (20.3)                                             | −12.0 (10.4)                                            | −14.0 (6.8)                                             |
| Lượng Giáng thủy trung bình mm (inches)                                   | 34.5 (1.36)                                             | 49.6 (1.95)                                             | 89.7 (3.53)                                             | 140.9 (5.55)                                            | 155.9 (6.14)                                            | 188.4 (7.42)                                            | 326.8 (12.87)                                           | 266.5 (10.49)                                           | 160.6 (6.32)                                            | 79.6 (3.13)                                             | 50.4 (1.98)                                             | 33.8 (1.33)                                             | 1.576,7 (62.07)                                         |
| Số ngày giáng thủy trung bình (≥ 0.1 mm)                                  | 5.4                                                     | 5.9                                                     | 8.3                                                     | 9.2                                                     | 9.1                                                     | 10.4                                                    | 13.6                                                    | 11.9                                                    | 9.2                                                     | 5.3                                                     | 6.0                                                     | 4.7                                                     | 99.0                                                    |
| Số ngày tuyết rơi trung bình                                              | 1.4                                                     | 1.2                                                     | 0.5                                                     | 0.0                                                     | 0.0                                                     | 0.0                                                     | 0.0                                                     | 0.0                                                     | 0.0                                                     | 0.0                                                     | 0.1                                                     | 0.9                                                     | 4.1                                                     |
| Độ ẩm tương đối trung bình (%)                                            | 46.8                                                    | 49.4                                                    | 56.0                                                    | 61.1                                                    | 68.3                                                    | 76.8                                                    | 83.4                                                    | 78.5                                                    | 72.6                                                    | 62.7                                                    | 56.3                                                    | 48.1                                                    | 63.3                                                    |
| Số giờ nắng trung bình tháng                                              | 203.1                                                   | 189.4                                                   | 202.0                                                   | 212.6                                                   | 228.5                                                   | 180.3                                                   | 172.3                                                   | 199.2                                                   | 173.8                                                   | 212.1                                                   | 195.5                                                   | 205.6                                                   | 2.374,4                                                 |
| Phần trăm nắng có thể                                                     | 63.6                                                    | 59.3                                                    | 52.0                                                    | 53.6                                                    | 51.1                                                    | 41.4                                                    | 37.5                                                    | 48.2                                                    | 44.9                                                    | 59.6                                                    | 62.6                                                    | 67.0                                                    | 52.3                                                    |
| Chỉ số tia cực tím trung bình                                             | 2                                                       | 4                                                       | 6                                                       | 7                                                       | 9                                                       | 10                                                      | 10                                                      | 10                                                      | 8                                                       | 5                                                       | 3                                                       | 2                                                       | 6                                                       |
| Nguồn 1: Korea Meteorological Administration (percent sunshine 1981–2010) |                                                         |                                                         |                                                         |                                                         |                                                         |                                                         |                                                         |                                                         |                                                         |                                                         |                                                         |                                                         |                                                         |
| Nguồn 2: Weather Atlas (UV)                                               |                                                         |                                                         |                                                         |                                                         |                                                         |                                                         |                                                         |                                                         |                                                         |                                                         |                                                         |                                                         |                                                         |

## Phân chia hành chính

Bản đồ hành chính Busan

Năm 1957, thành phố Busan mới chỉ được chia thành 6 khu. Nhưng ngày nay, Busan đã được chia thành 15 khu và 1 quận:
| Tên          | Hangul     | 한자       | Mật độ    | Dân sô (người) | Mật độ (km2) |
| ------------ | ---------- | ---------- | --------- | -------------- | ------------ |
| Jung-gu      | 중구       | 中區       | 23,189    | 41,830         | 2.82         |
| Seo-gu       | 서구       | 西區       | 52,735    | 107,973        | 13.88        |
| Dong-gu      | 동구       | 東區       | 44,734    | 88,292         | 9.78         |
| Yeongdo-gu   | 영도구     | 影島區     | 54,852    | 116,447        | 14.13        |
| Busanjin-gu  | 부산진구   | 釜山鎭區   | 166,981   | 357,284        | 29.69        |
| Dongnae-gu   | 동래구     | 東萊區     | 112,473   | 271,562        | 16.63        |
| Nam-gu       | 남구       | 南區       | 117,212   | 273,707        | 26.62        |
| Buk-gu       | 북구       | 北區       | 120,406   | 290,908        | 39.44        |
| Haeundae-gu  | 해운대구   | 江西區     | 54,087    | 130,298        | 179.14       |
| Saha-gu      | 사하구     | 海雲臺區   | 168,851   | 406,312        | 51.46        |
| Geumjeong-gu | 금정구     | 沙下區     | 138,670   | 320,254        | 40.95        |
| Gangseo-gu   | 강서구     | 金井區     | 106,857   | 238,556        | 65.18        |
| Yeonje-gu    | 연제구     | 蓮堤區     | 90,601    | 209,980        | 12.08        |
| Suyeong-gu   | 수영구     | 水營區     | 81,608    | 176,112        | 10.20        |
| Sasang-gu    | 사상구     | 沙上區     | 96,652    | 217,594        | 36.06        |
| Gijang-gun   | 기장군     | 機張郡     | 69,244    | 164,710        | 218.06       |
| Tổng         | 부산광역시 | 釜山廣域市 | 1,499,152 | 3,411,819      | 769.82       |

## Kinh tế

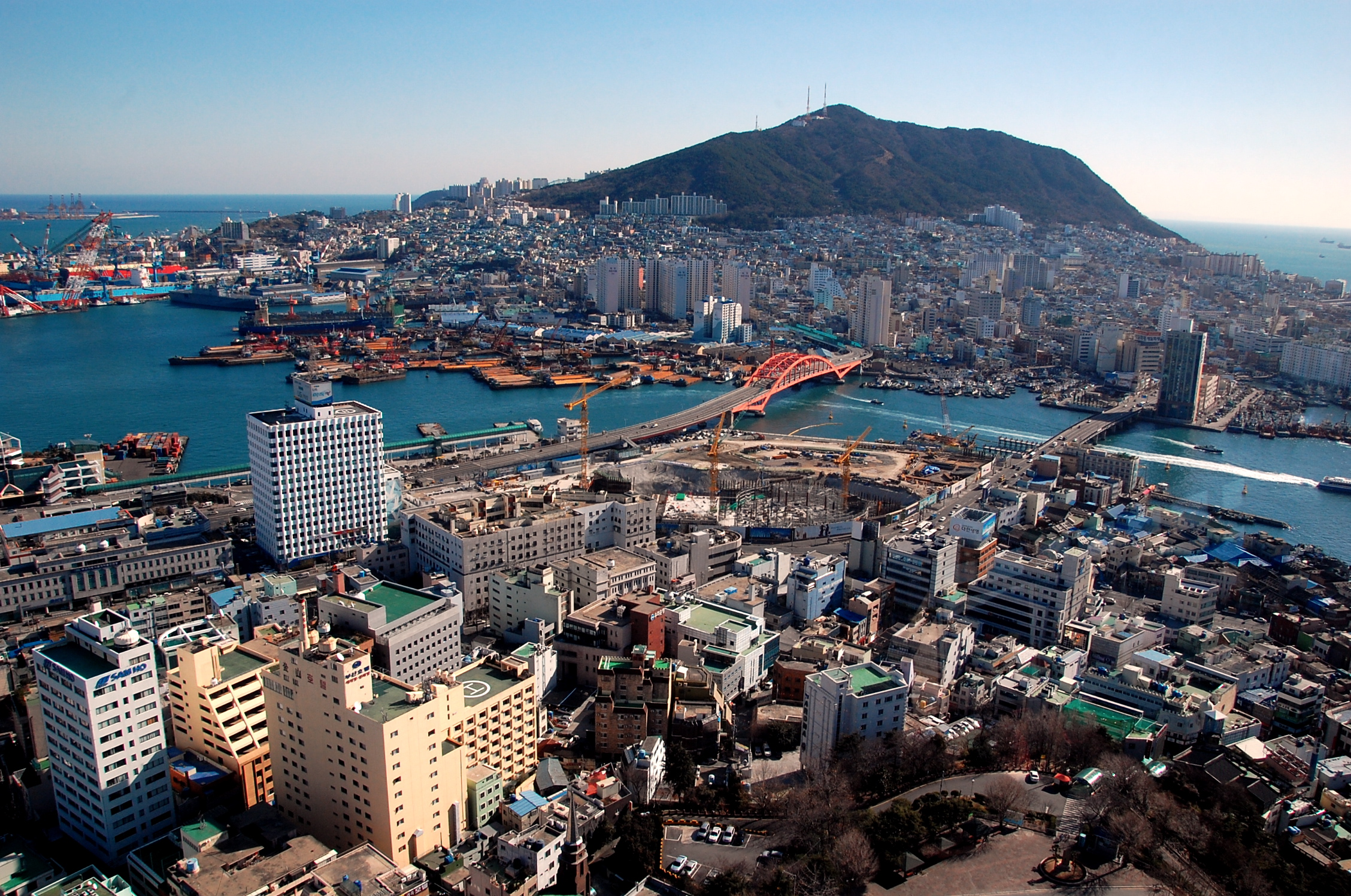
Quang cảnh thành phố Busan

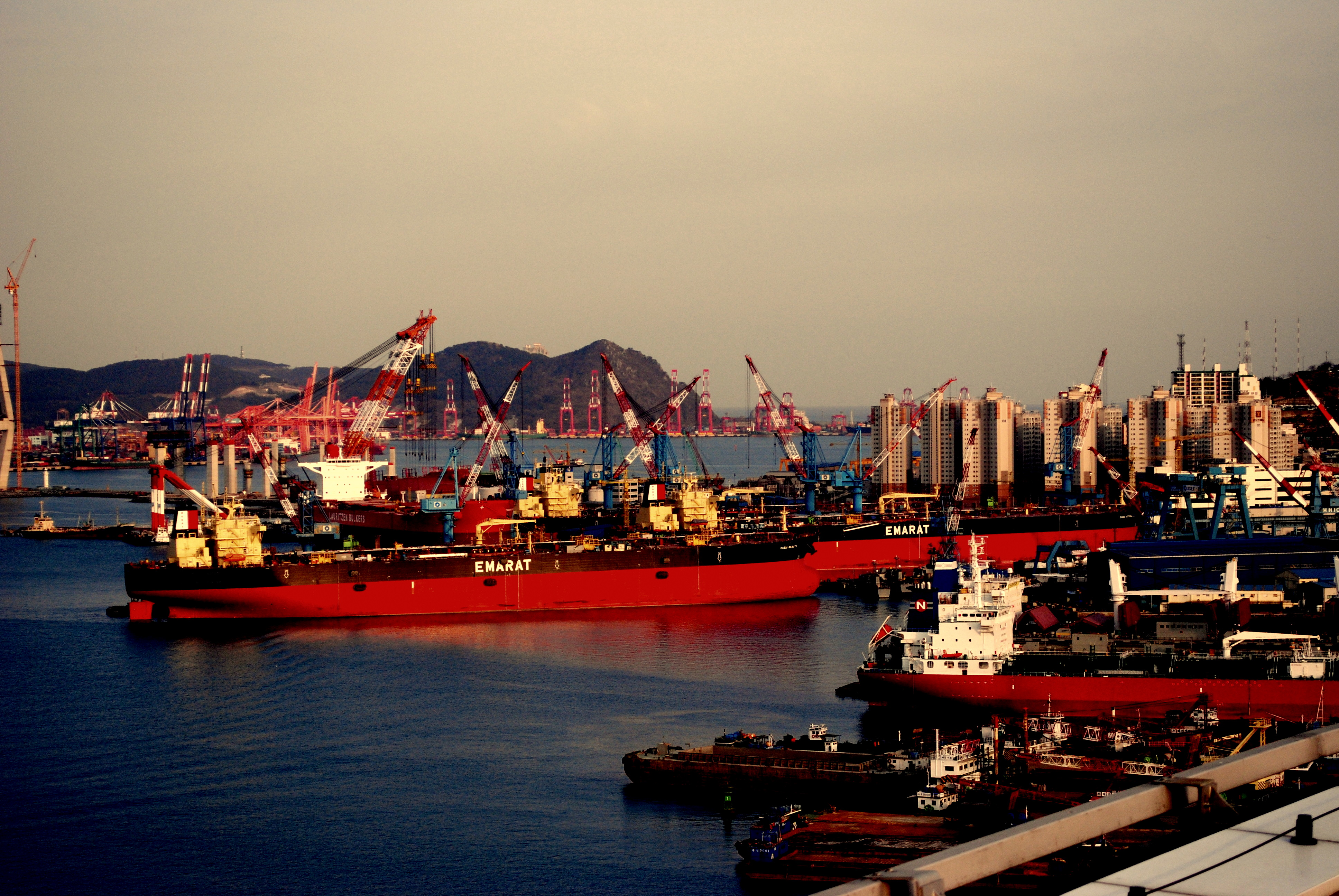
Xưởng tàu Hanjin

Busan là thành phố lớn thứ hai ở Hàn Quốc, một trung tâm hậu cần hàng hải ở Đông Á với các cảng lớn trên thế giới và là cửa ngõ vào lục địa Á-Âu. Trong năm 2017, thành phố ghi nhận GRDP 758,4 tỷ USD với GRDP bình quân đầu người là 22.000 USD. Nền kinh tế của thành phố được tạo thành từ ngành công nghiệp dịch vụ (70,3%), sản xuất (19,8%), xây dựng (5,9%), nông nghiệp và thủy sản (0,8%) và các ngành khác (3,2%).
Là cảng lớn thứ 6 trên thế giới, cảng Busan đã xử lý 20,47 triệu TEU khối lượng container trong năm 2017. Cảng container có 43 bến - 20 bến tại cảng phía Bắc và 23 bến tại cảng mới Busan (bao gồm 2 bến đa năng). Busan có trụ sở của Renault Samsung Motors, Công nghiệp nặng Hanjin, ngân hàng Busan và hãng hàng không Air Busan. Hơn nữa, thành phố là trung tâm khoa học biển và nghiên cứu & phát triển, và là nơi sinh sống của một số cơ quan có liên quan, như Viện Hàng hải Hàn Quốc (KMI), Viện Khoa học và Công nghệ Đại dương Hàn Quốc (KIOST), Dịch vụ, Cơ quan Hải dương học Hàn Quốc (KHOA), và Bảo tàng Hàng hải Quốc gia Hàn Quốc, nằm trong Khu phức hợp Đổi mới Dongsam ở quận Yeongdo-gu. Hơn nữa, Liên đoàn quốc tế của Hiệp hội giao nhận vận tải hàng hóa (FIATA) Đại hội thế giới dự kiến sẽ được tổ chức tại Busan vào năm 2020.
Ngoài ra, Busan là thành phố của các lễ hội và điện ảnh. Một loạt các lễ hội được tổ chức tại thành phố trong suốt cả năm. Theo sau Lễ hội Joseon Tongsinsa và Lễ hội cảng Busan vào tháng 5, Lễ hội biển Busan tại bãi biển Haeundae, bãi biển lớn nhất Hàn Quốc và Lễ hội nhạc rock quốc tế Busan diễn ra vào tháng Tám. Đặc biệt, tháng 10 là tháng hoàn hảo để thưởng thức nhiều lễ hội, chẳng hạn như Liên hoan phim quốc tế Busan, liên hoan phim lớn nhất châu Á, Lễ hội pháo hoa Busan và Liên hoan One Asia, lễ hội âm nhạc K-pop toàn cầu. Ngoài ra, G-Star, triển lãm trò chơi lớn nhất tại Hàn Quốc và Giải vô địch Thể thao điện tử được tổ chức vào tháng 11, tiếp theo là Lễ hội Cây Giáng sinh Busan vào tháng 12. (Lễ hội pháo hoa Busan)
Thành phố này cũng nổi tiếng với ngành MICE toàn cầu (Cuộc họp, Ưu đãi, Hội nghị và Triển lãm). Thành phố được xếp thứ 5 ở châu Á và thứ 10 trên thế giới về số lượng các hội nghị quốc tế được tổ chức trong thành phố. Khu hội nghị và triển lãm của thành phố tự hào có điều kiện và cơ sở hạ tầng tiên tiến để tổ chức các sự kiện quốc tế quy mô lớn, bao gồm BEXCO ở Centum City, Nurimaru APEC House và các khách sạn sang trọng gần môi trường thiên nhiên. Các hội nghị quốc tế lớn tại Busan bao gồm Hội nghị các nhà lãnh đạo kinh tế APEC năm 2005, Hội nghị thượng đỉnh ASEAN-Hàn Quốc và Hội nghị thường niên năm 2018. (BEXCO)

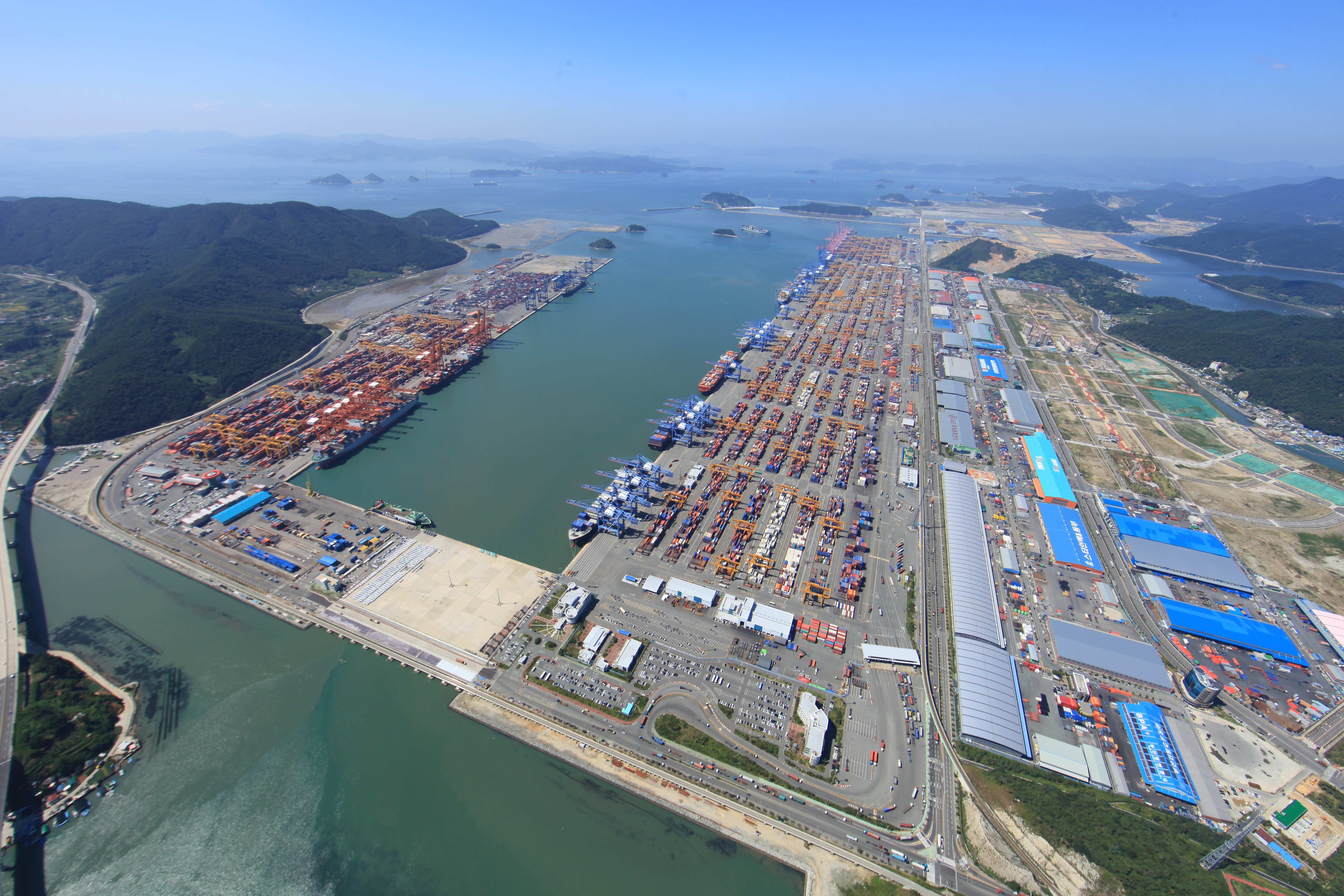
Cảng mới ở Busan

Hơn nữa, Busan cũng là một trung tâm tài chính. Korea Exchange (KRX), nhà điều hành chứng khoán duy nhất của Hàn Quốc, có trụ sở tại Busan. Thành phố có một số tổ chức tài chính, như Công ty Tài chính Công nghệ Hàn Quốc, Tổng công ty Tài chính Hàn Quốc, Tổng công ty Tài chính Nhà ở Hàn Quốc, Tổng công ty Bảo hiểm Nhà ở & Đô thị Hàn Quốc, Trung tâm Lưu ký Chứng khoán Hàn Quốc, Bảo hiểm nhân thọ Woori Aviva, Bảo hiểm Hàng hải Hàn Quốc, Trung tâm Tài chính Hàng hải, Công ty Vận tải biển và Hàng hải Hàn Quốc, Công ty Quản lý tài sản Hàn Quốc và Tập đoàn tài chính BNK.
Các khu thương mại được phân tán khắp thành phố gần các giao lộ đông đúc và liền kề với các trường đại học, nhưng hai khu kinh doanh trung tâm lớn nhất ở Busan là Seomyeon và Gwangbok-dong / Nampo-dong. Ngoài ra còn có bốn khu vực mua sắm đáng chú ý: Seomyeon, Gwangbok-dong, Busan Daehak-ga ở Jangjeon-dong và Centum City ở Haeundae-gu.
Seomyeon được xem là ngã tư đường của Busan. Các trạm tàu điện ngầm địa phương phục vụ hai dòng và là một trong những tuyến tàu bận rộn nhất trong thành phố. Ga tàu điện ngầm Seomyeon cũng là nơi có một số lượng lớn các cửa hàng ngầm, bán nhiều loại sản phẩm, quần áo và giày dép chủ yếu. Đây là những cửa hàng nhỏ, bán các sản phẩm được sản xuất tại địa phương. Trụ sở chính của các ngân hàng Hàn Quốc và quốc tế được đặt tại Seomyeon. Nó được công nhận là khu mua sắm và giải trí. Đây cũng là quê hương của "Đường Y tế Seomyeon", khu vực bao gồm phạm vi bán kính 1 km quanh Cửa hàng Bách hóa Lotte ở Seomyeon và ga tàu điện ngầm Buam. The Street là nơi có tổng cộng 160 mỹ phẩm và các phòng khám y tế khác, bao gồm những phòng chuyên về phẫu thuật thẩm mỹ, da liễu, nhãn khoa và nha khoa. Nằm ngay cạnh Seomyeon là chợ Bujeon, chợ truyền thống lớn nhất trong thành phố.
Các khu vực Gwangbok-dong, Nampo-dong và Jungang-dong tạo thành khu kinh doanh trung tâm cũ. Một số nhà hàng trong quận này sử dụng công thức nấu ăn gia đình được truyền qua các thế hệ. Chợ Jagalchi, một chợ hải sản lớn, cũng là thị trường cá lớn nhất ở Hàn Quốc, nằm trong khu vực này. Chợ Gukje cũng nằm gần đó. Jungang-dong là nơi có nhiều văn phòng luật quốc tế, văn phòng xuất nhập cảnh cũ và bến phà quốc tế phục vụ các tuyến đường sang Nhật Bản. Lotte World II hiện đang được xây dựng dọc theo dòng nước giữa Jungang-dong 7-Ga và 8-Ga.
Centum City, một khu phức hợp công nghiệp, và là một khu vực mua sắm mới nổi tiếng với các cửa hàng bách hóa sang trọng.

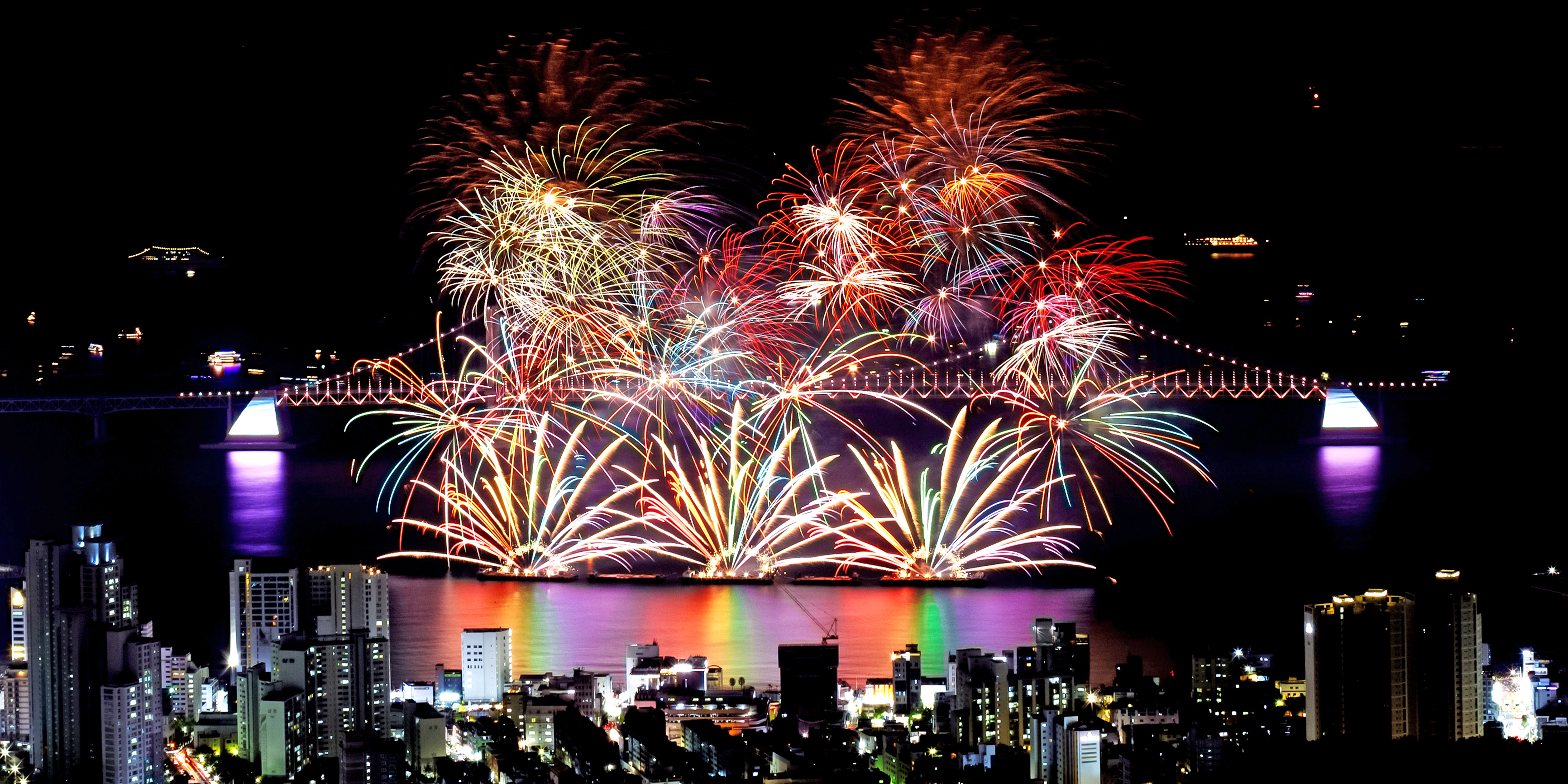
Lễ hội pháo hoa quốc tế Busan

Busan có nhiều cửa hàng bách hóa lớn, bao gồm Lotte Department Store (nằm ở Seomyeon, Centum City, Gwangbok-dong và Dongnae), Lotte Premium Outlet (ở Gimhae và Gijang), Shinsegae Premium Outlet (ở Gijang), cũng như các chuỗi siêu thị lớn trên toàn thành phố, chẳng hạn như Home Plus, E-mart và Costco.
Các khách sạn 5 sao chính của Busan bao gồm; The Westin Chosun Busan, Paradise Busan và Park Hyatt Busan. Vào năm 2017, khách sạn Hilton Hotel và khu nghỉ mát Ananti Cove 7 sao được khai trương tại Khu liên hợp Du lịch Osiria, quận Gijang-gun, thu hút một số khách trong và ngoài nước
Busan được xếp hạng thành phố tốt nhất thứ tư sau Singapore, Seoul và Tokyo trong số các thành phố hội nghị hàng đầu châu Á trong bảng xếp hạng toàn cầu năm 2011 bởi Hiệp hội Quốc tế và Hội nghị Quốc tế (ICCA).
Busan được xếp hạng 27 trong 83 thành phố và 8 trung tâm hàng đầu Châu Á - Thái Bình Dương của Chỉ số Trung tâm Tài chính toàn cầu (GFCI) do Tập đoàn Z / Yen của Anh công bố vào tháng 3 năm 2014.

Marine City, Busan

## Giáo dục

### Các trường đại học

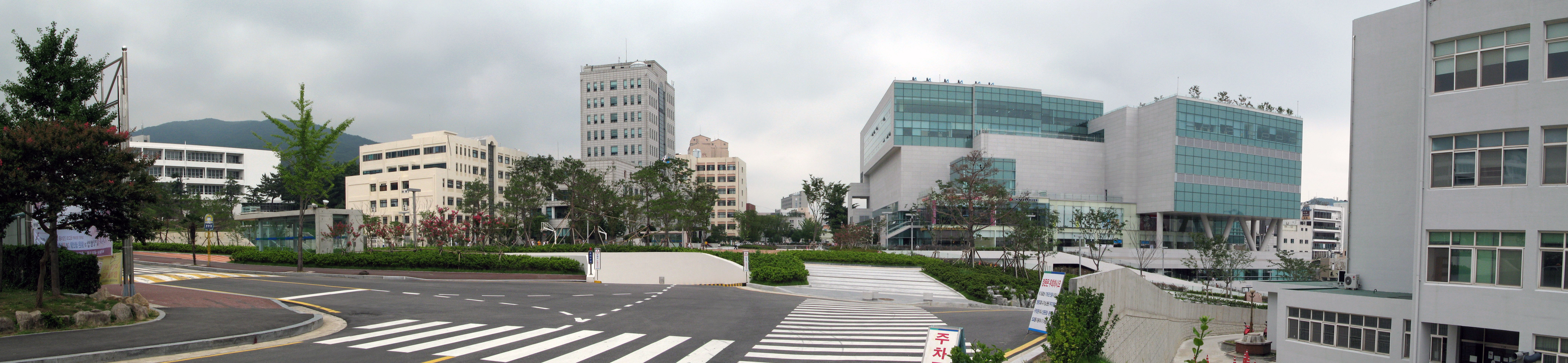
Một góc Đại học Busan.

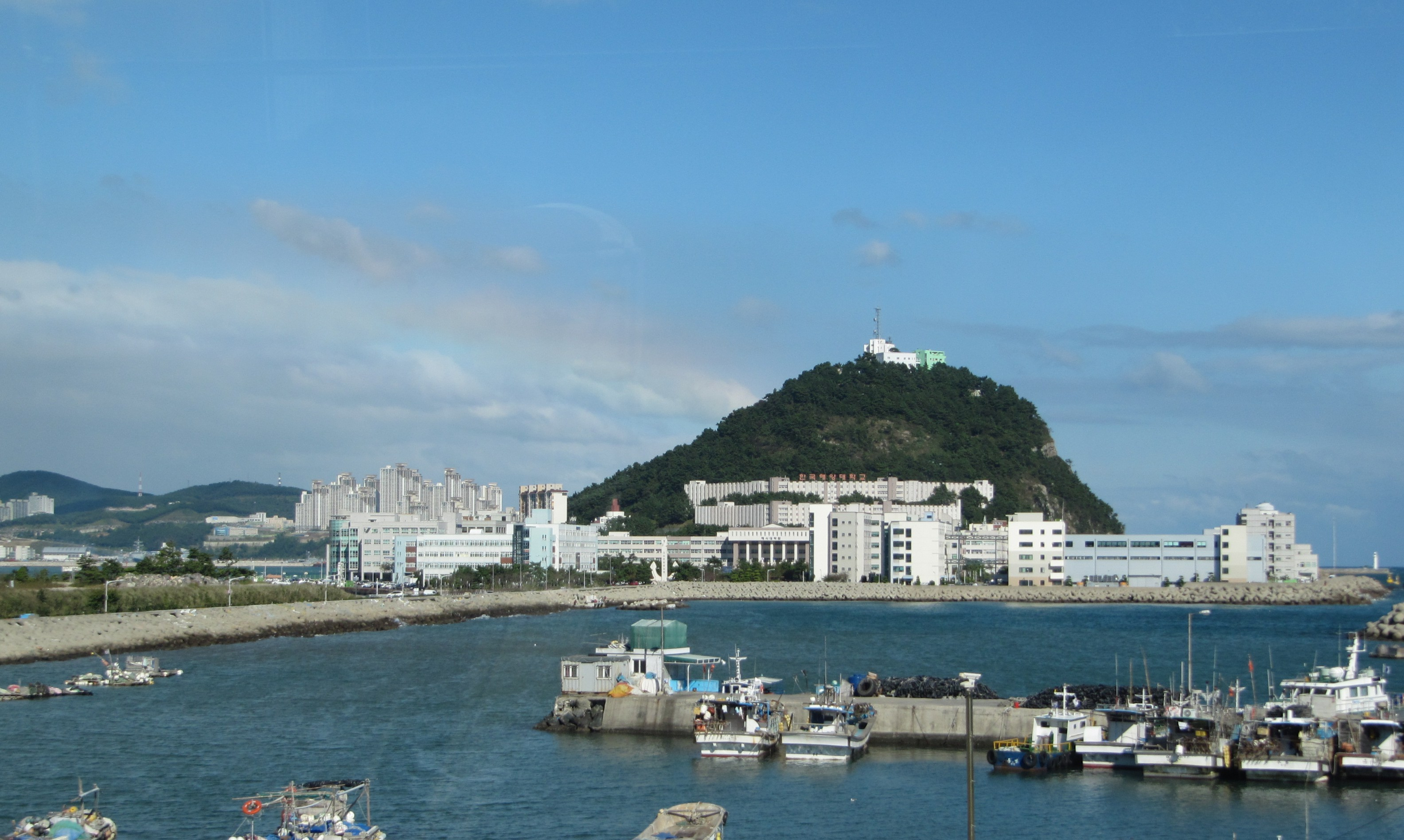
Đại học Hải dương Hàn Quốc

- Đại học Tongmyong
- Đại học Busan
- Đại học Giáo dục Busan
- Đại học Đông Á
- Đại học Inje - Pusan campus
- Đại học Quốc gia Pukyong
- Đại học Kosin
- Đại học Hải dương Hàn Quốc
- Đại học Kyungsung (Khánh Timh)
- Đại học Dong-eui (Đông Nghĩa)
- Đại học Ngoại ngữ Pusan
- Đại học Đông Tây
- Đại học Dongmyung
- Đại học Thiên chúa giáo Pusan
- Đại học Jangsin Pusan
- Đại học Youngsan
- Đại học Nghệ thuật Busan
- Đại học Công nghệ Thông tin Busan
- Đại học Kinh thương Busan

### Các học viện khác
- Cao đẳng Bách khoa Busan
- Cao đẳng Dong-Pusan
- Cao đẳng Dongju
- Cao đẳn Daedong

## Văn hóa

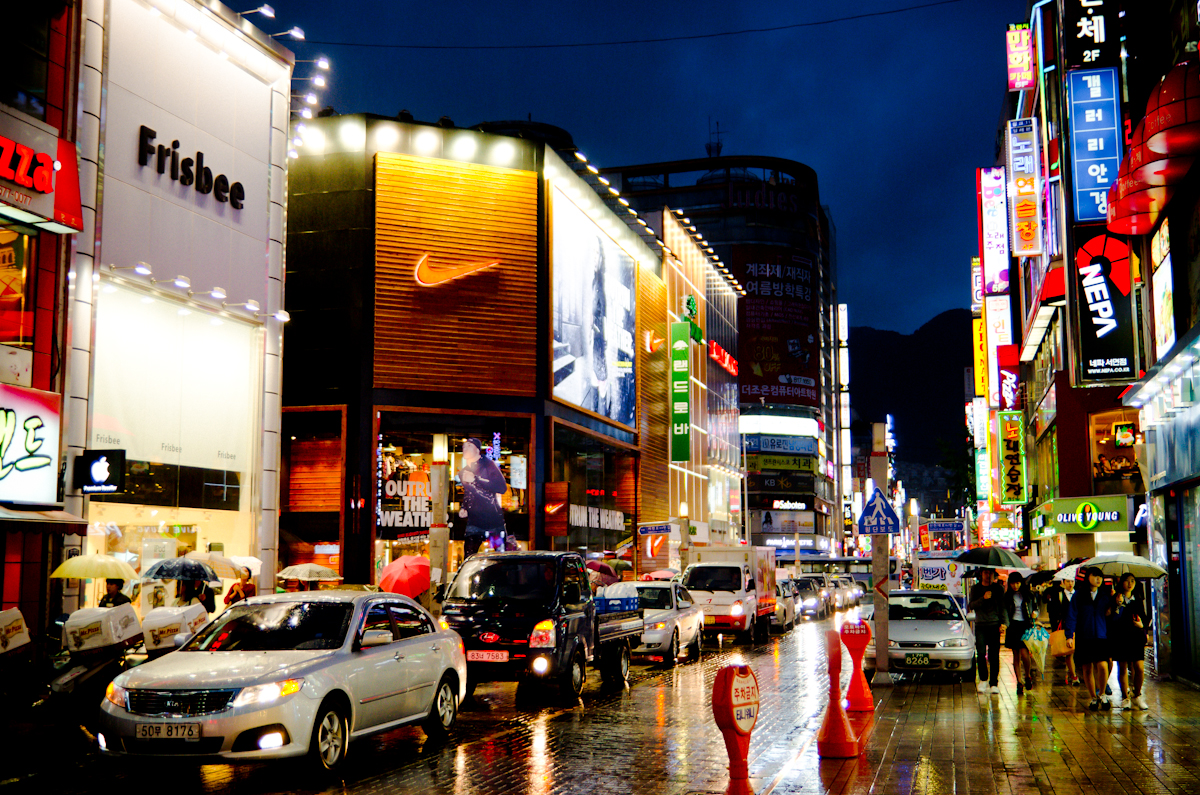
Seomyeon

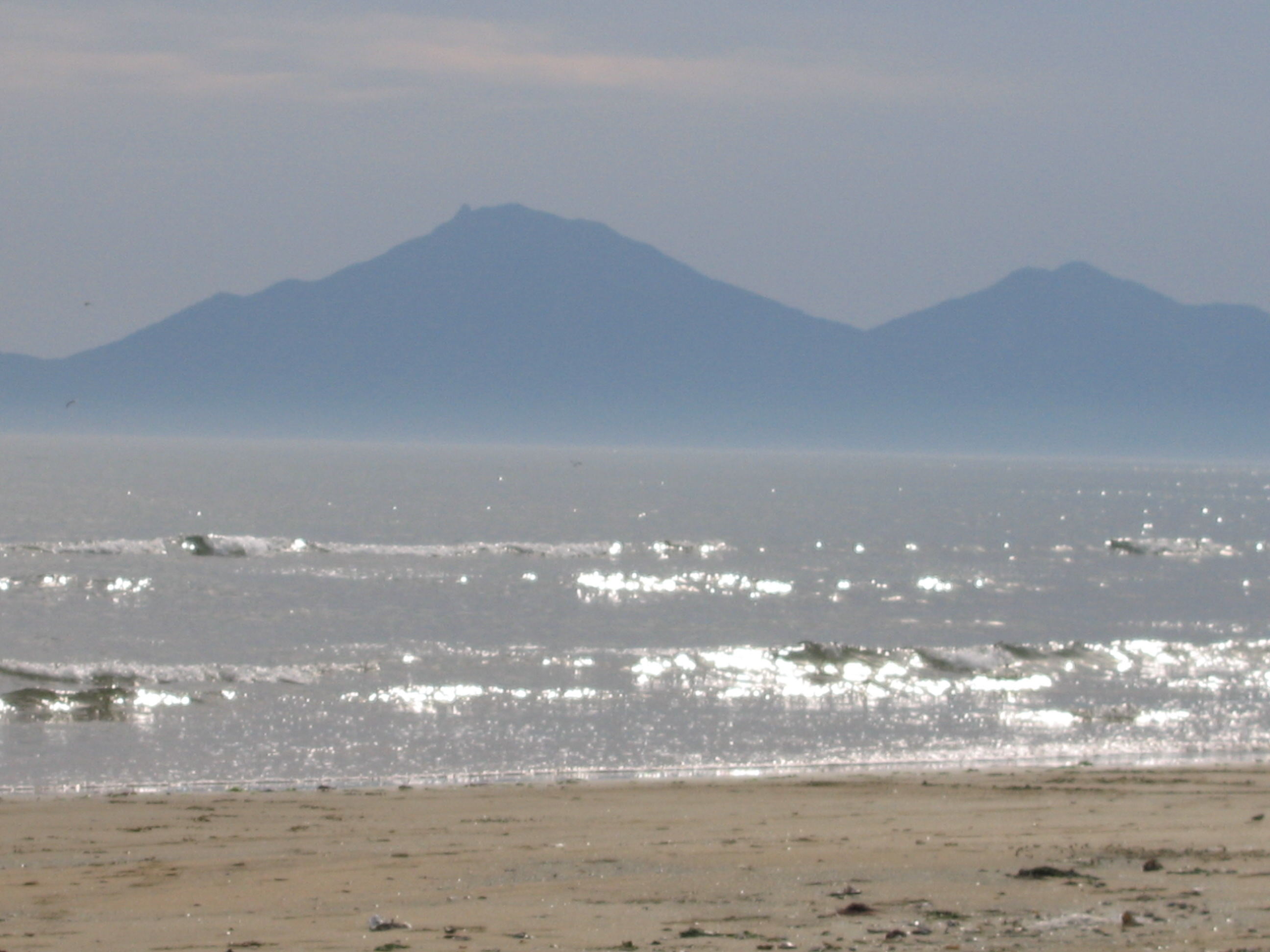
Bãi biển Dadaepo

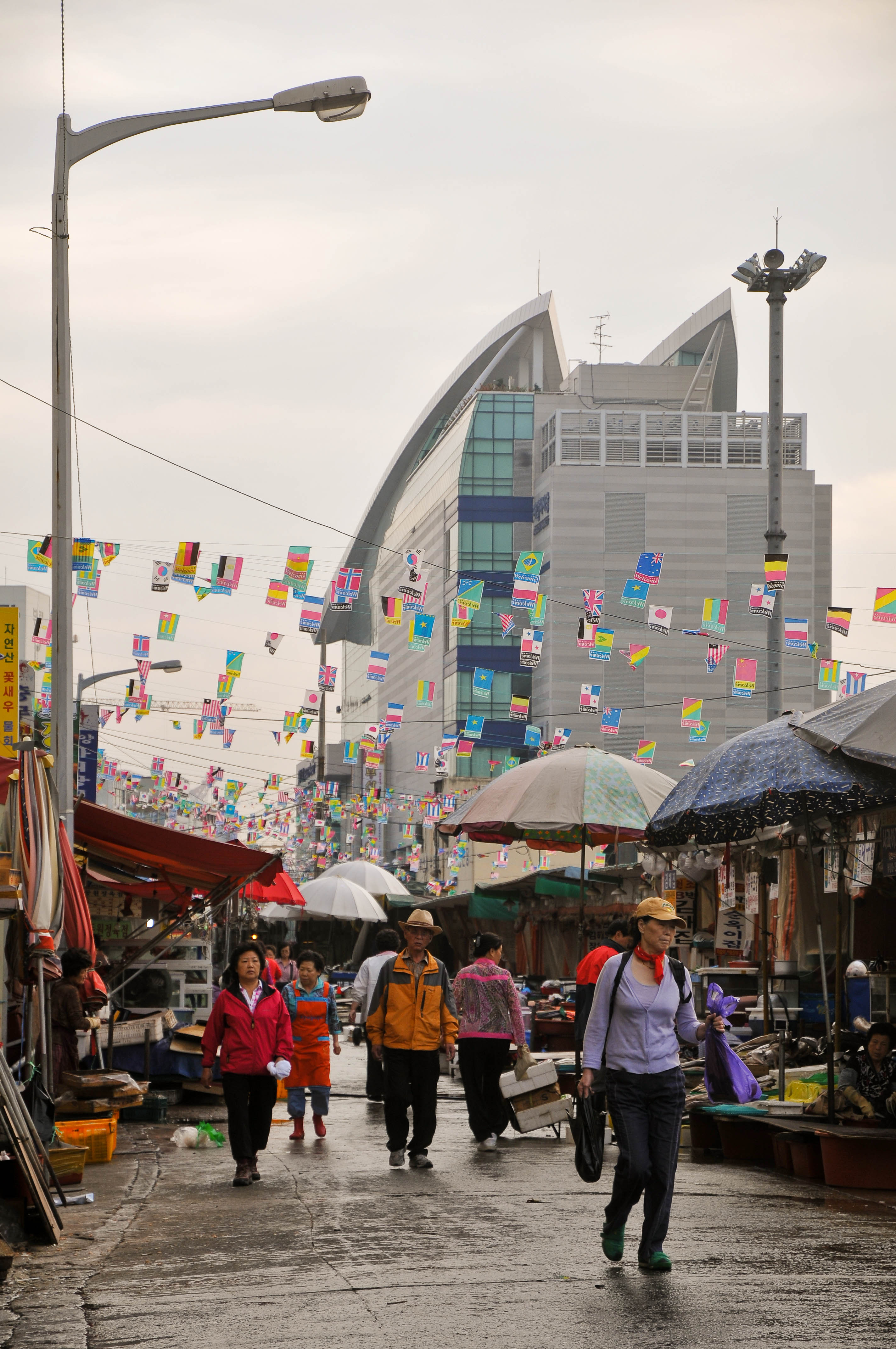
Chợ Jagalchi

### Công viên, bãi biển và các địa điểm nổi bật
Nampo-dong là một khu mua sắm và quán cà phê trung tâm. Khu vực xung quanh Đại học Quốc gia Pukyong và Đại học Kyungsung cũng có nhiều quán cà phê, quán bar và nhà hàng thu hút sinh viên đại học và thanh thiếu niên.
Busan được coi như thủ đô mùa hè của Hàn Quốc vì nó thu hút khách du lịch từ khắp nơi trên đất nước đến sáu bãi biển của thành phố. Vào mỗi mùa hè, người dân Hàn Quốc lại kéo đền những bãi biển tuyệt đẹp ở Busan, trong đó nổi tiếng nhất là bãi biển Haeundae (Hải Vân Đài), một địa điểm có những khách sạn sang trọng và các lễ hội. Bãi biển Gwangalli có các quán cà phê, quán bar và nhà hàng dọc theo bãi biển và Cầu Grand Gwangan. Các bãi biển khác bao gồm Bãi biển Dadaepo ở rìa phía tây của thành phố và Bãi biển Songdo, nằm ở phía nam trung tâm.
Núi Geumjeongsan (Kim Tỉnh Sơn) ở phía tây thành phố là địa điểm đi bộ yêu thích của người dân Busan. Ở phía bắc thành phố, khu vực xung quanh trường Đại học Quốc gia Busan, một trong những trường đại học uy tín nhất Hàn Quốc có nhiều rạp hát, quán café, nhà hàng, tiệm ăn và những buổi trình diễn văn hóa trên đường phố vào mỗi cuối tuần. Gần đó là chùa Beomeosa (Phạm Ngư tự), một trong những ngôi đền Phật giáo chính của Hàn Quốc.
Công viên Yongdusan chiếm 69.000 mét vuông / 17 mẫu Anh (7 ha) và là nơi có tháp Busan, Phòng trưng bày nghệ thuật Yongdusan, và Thủy cung Busan, thủy cung lớn nhất ở Hàn Quốc. Công viên hỗ trợ khoảng bảy mươi loài cây khác nhau và là một điểm đến du lịch, với nhiều sự kiện văn hóa khác nhau trong suốt cả năm.
Dongnae-gu là một khu dân cư giàu có và truyền thống, vốn từ lâu đã nổi tiếng là một khu vực dân cư sầm uất. Dongnae Oncheon là một khu vực suối nước khoáng tự nhiên với nhiều nhà tắm, khách sạn, nhà hàng và các trung tâm mua sắm. Nhiều nhà hàng trong khu vực nổi tiếng với những cách chế biến món ăn gia truyền.Trung Liệt từ, một miếu thờ Khổng Tử ở Busan còn là nơi tưởng niệm những người lính hy sinh trong cuộc tấn công xâm lược của Nhật Bản vào cuối thế kỉ 16.
Công viên Quốc gia Taejongdae trên đảo Yeongdo thì lại thu hút du khách với những vách đá dốc đứng hướng ra phía biển.
Khu phố thương mại dành cho người nước ngoài tại Busan, thường được gọi là "Phố Texas", nằm gần cảng Busan, và tiếp giáp với lối vào phía trước của Ga tàu Busan (부산역) là nơi có nhiều người nước ngoài sinh sống, trong đó có người Nga. Ở đây có nhiều doanh nghiệp phục vụ cho cư dân địa phương của Nga, cũng như các thủy thủ của tàu nước ngoài. Khu vực này cũng có một khu phố người Hoa sầm uất với sự hiện diện của một cộng đồng người Trung Quốc và vẫn còn có một trường học cho người Trung Quốc. Những cơ sở thương mại ở đây được dựng nên từ thập niên 1940 và thập niên 1950, chủ yếu phục vụ cho lính Mỹ đóng tại đây thời chiến tranh.
Đền Haedong Yonggung là một trong ba nơi thiêng liêng liên quan đến Đức Phật. Nó nằm ngay cạnh biển. Nó nằm trên một ngọn núi ở phía trước và biển ở phía sau.
Làng văn hóa Gamcheon, được thành lập vào những năm 1950 như một cộng đồng dân cư dọc theo một sườn núi. Những ngôi nhà trong làng được xây dựng theo kiểu cầu thang. Ngôi làng, thường được mệnh danh là "Machu Picchu của Hàn Quốc", thu hút nhiều khách du lịch. Ngoài ra, ngôi làng đã nhận được sự đề cập đặc biệt trong ấn bản lần thứ ba của lễ trao giải quốc tế, "UCLG-MEXICO CITY-Culture 21
Công viên Công dân Busan (trước đây là Trại Hialeah) từng là một căn cứ quân đội cũ của Đế quốc Nhật Bản và hiện là trại quân đội Hoa Kỳ nằm ở Quận Busanjin.
Đảo Dongbaek nằm ở cuối phía nam của bãi biển Haeundae. Hòn đảo này tạo ra một cảnh đẹp như tranh vẽ trong sự hài hòa với một rừng cây camellias và rừng thông dày đặc. Các điểm tham quan du lịch trên đảo Dongbaek bao gồm đường đi bộ và Nhà Nurimaru APEC, được xây dựng cho hội nghị thượng đỉnh APEC năm 2005.

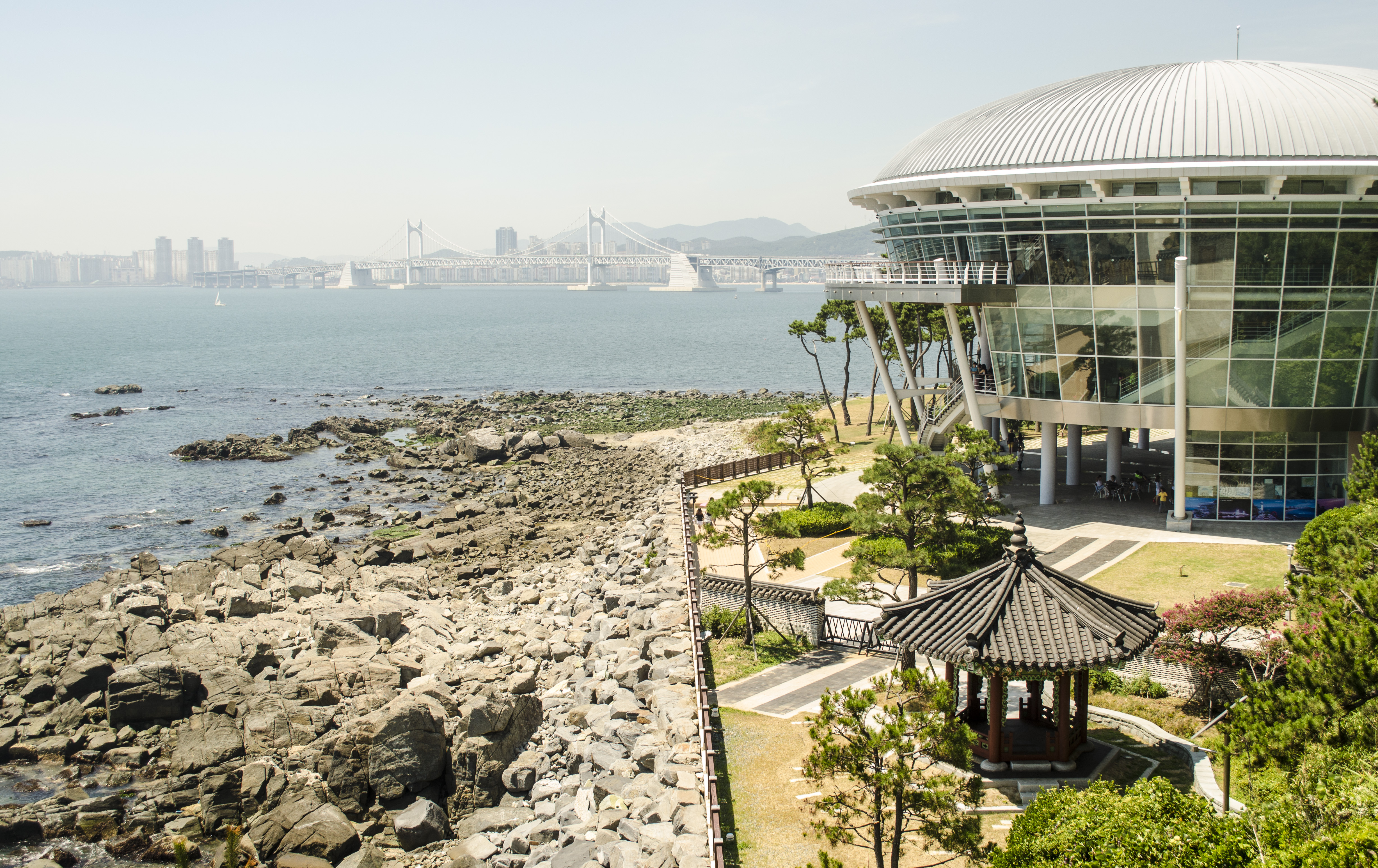
Nhà Nurimaru APEC

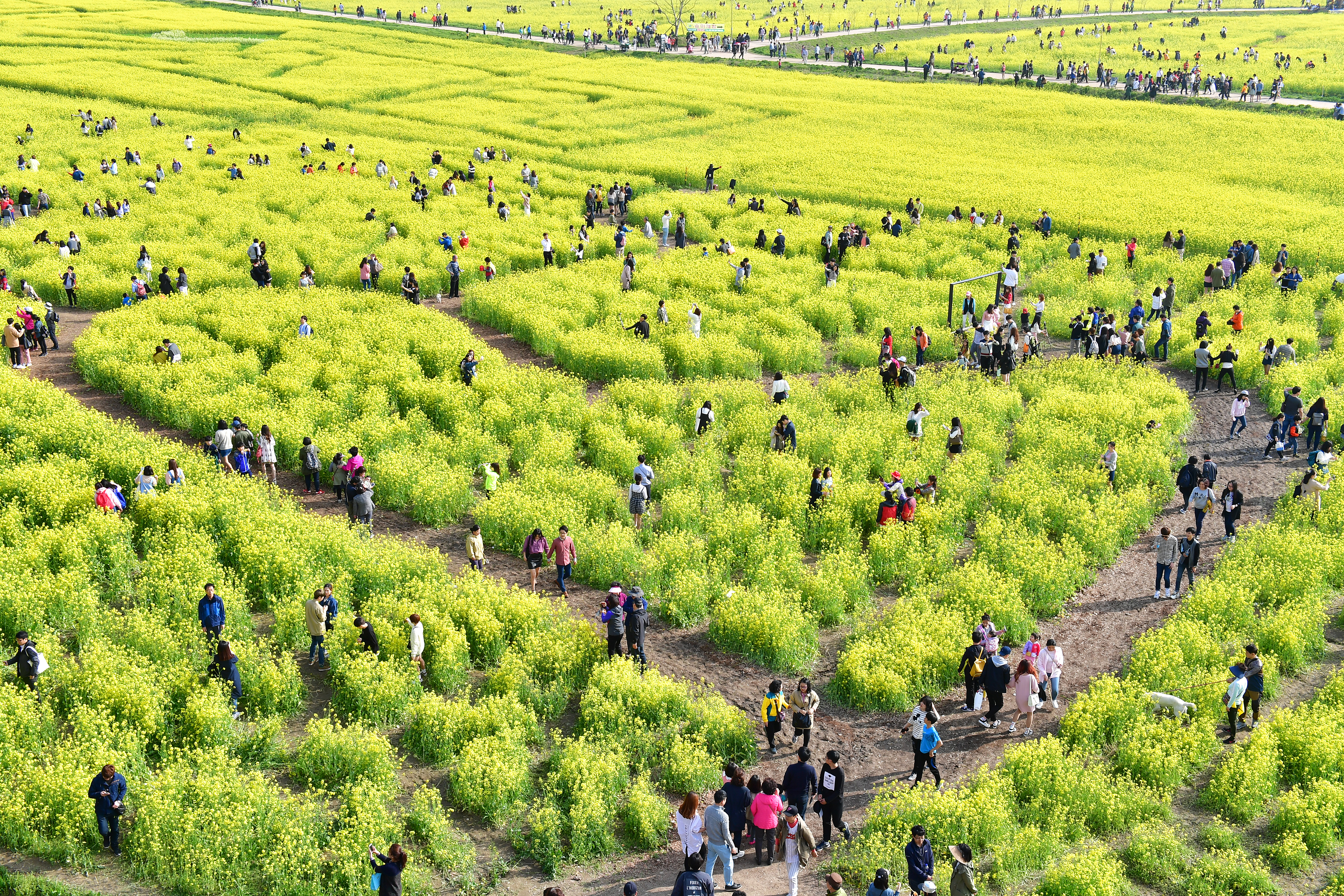
Công viên sinh thái Daejeo

Làng văn hóa Huinnyeoul được tạo ra khi những người tị nạn chiến tranh Triều Tiên đổ xô đến khu vực này. Nó cung cấp một cái nhìn không bị cản trở của cả hai cảng Busanhang và Namhang. Những ngôi nhà nhỏ nằm ngang vai tạo thành hình dáng đặc trưng của Busan, nơi thường được nhớ đến như một thành phố của vùng biển và vùng đồi núi. Ngôi làng tiếp tục thu hút số lượng khách truy cập ngày càng tăng với các quán cà phê, nhà xưởng và nhà khách mới.
Công viên Millak Waterfront là công viên ven sông đầu tiên ở Hàn Quốc, kết hợp bờ biển với các tiện nghi giải trí công cộng. Công viên nằm giữa Bãi biển Haeundae và Bãi biển Gwangalli. Công viên bờ sông, với diện tích 33.507 m², có thể chứa tới 40.000 du khách. Tầng của công viên được trang trí với các khối đầy màu sắc, và công viên cung cấp cho du khách một cơ hội hoàn hảo để thư giãn, và có vườn hoa, vọng lâu, và băng ghế. Nếu du khách ngồi trên chân đế rộng 3.040, du khách có thể ngâm chân trong nước khi thủy triều lên cao. Công viên sinh thái Daejeo: Với chiều dài 7,62 km (4,73 dặm) và kích thước 2,66 km2 (1,03 sq mi), được gọi là Tượng đài tự nhiên số 179, Công viên sinh thái Daejeo là môi trường sống cho các loài chim di cư tại cửa sông Nakdong. Cửa sông được chọn là một dự án thử nghiệm cho Dự án Phục hồi Bốn Sông Lớn. Các cơ sở thể thao được xây dựng một phần ở phần trên và dưới của công viên, trong khi phần còn lại của công viên trải qua một sự phục hồi của vùng đất ngập nước và đồng cỏ tự nhiên của nó. Trong khu vườn bên trong công viên, có thể tìm thấy một môi trường sống quy mô lớn cho hoa loa kèn nước gai, là một phần của phân loại loài nguy cấp cấp II. Nhiều lễ hội thú vị, chẳng hạn như Lễ hội hoa anh đào ven sông Nakdong, Lễ hội hoa Canola sông Nakdong Busan và Lễ hội cà chua Daejeo được tổ chức quanh công viên này hàng năm.
Bãi biển Ilgwang là bãi biển cát trắng dài, kéo dài khoảng 1,8 km, đặc biệt phổ biến trong số các gia đình có con nhỏ là một điểm nghỉ mát vì nước khá nông. Mỗi mùa hè, Liên hoan phim ngoài trời Gaetmaeul được tổ chức trên bãi biển này. Lễ hội có các màn trình diễn đa dạng của âm nhạc Hàn Quốc truyền thống, phim truyền hình ngoài trời, các chương trình biểu diễn và các hình thức nghệ thuật biểu diễn khác.
Bảo tàng Kiswire (F-1963) mang đến cho khách tham quan cơ hội hiểu rõ hơn về dây, một nguyên liệu quan trọng cho phát triển công nghiệp và là trung tâm trong triết lý doanh nghiệp của Kiswire. Bảo tàng đã giành Giải thưởng Kiến trúc Busan 2014 cho thiết kế thẩm mỹ của nó. Ngoài ra, mái nhà của bảo tàng được hỗ trợ bởi chỉ 38 cáp mà không có bất kỳ trụ cột hoặc dầm, mà làm cho bảo tàng khá độc đáo. Ngoài ra, bảo tàng có các tác phẩm nghệ thuật đặc biệt, bao gồm cả tác phẩm nghệ thuật được làm bằng dây điện.
Phố quán cà phê Jeonpo: Seomyeon, Busan là khu vực nhộn nhịp nhất với nhiều hoạt động giải trí, nhà hàng và cửa hàng. Trên khắp Seomyeon 1 Beonga (đường Seomyeon 1st), con đường nhộn nhịp nhất trong khu vực, có một con đường yên tĩnh và thanh bình với khoảng 30 quán cà phê độc đáo. Cách đây vài năm, các khu vực Bujeon-dong và Jeonpo-dong có đầy đủ các cửa hàng phần cứng và các nhà cung cấp máy móc. Tuy nhiên, từ năm 2010, khu vực này đã được chuyển đổi thành một con phố thời thượng đầy các quán cà phê ấm cúng. Hầu hết các quán cà phê là quán cà phê nhỏ do chủ sở hữu cá nhân điều hành. Những quán cà phê như vậy mang lại cơ hội thưởng thức nhiều loại cà phê và hương vị khác nhau.

### Đền, chùa và các địa điểm văn hóa
- Đền Beomeosa

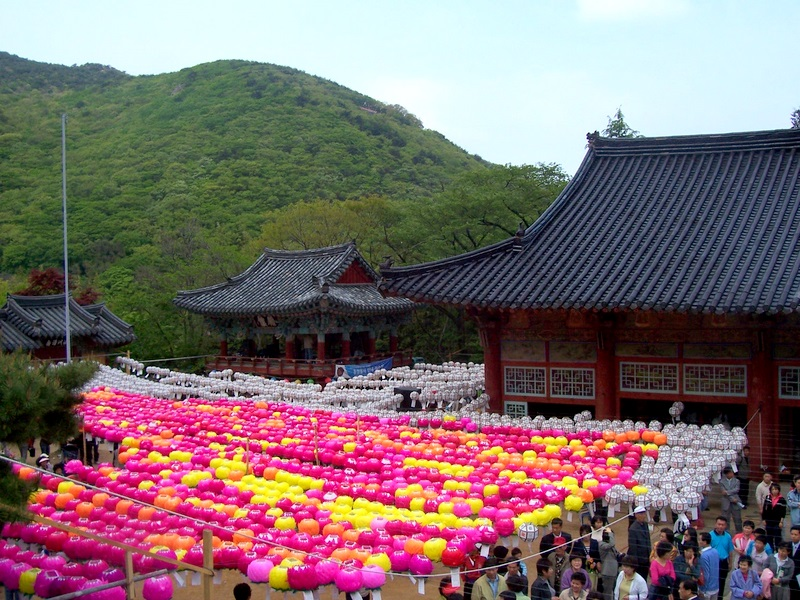
Chùa Phạm Ngư

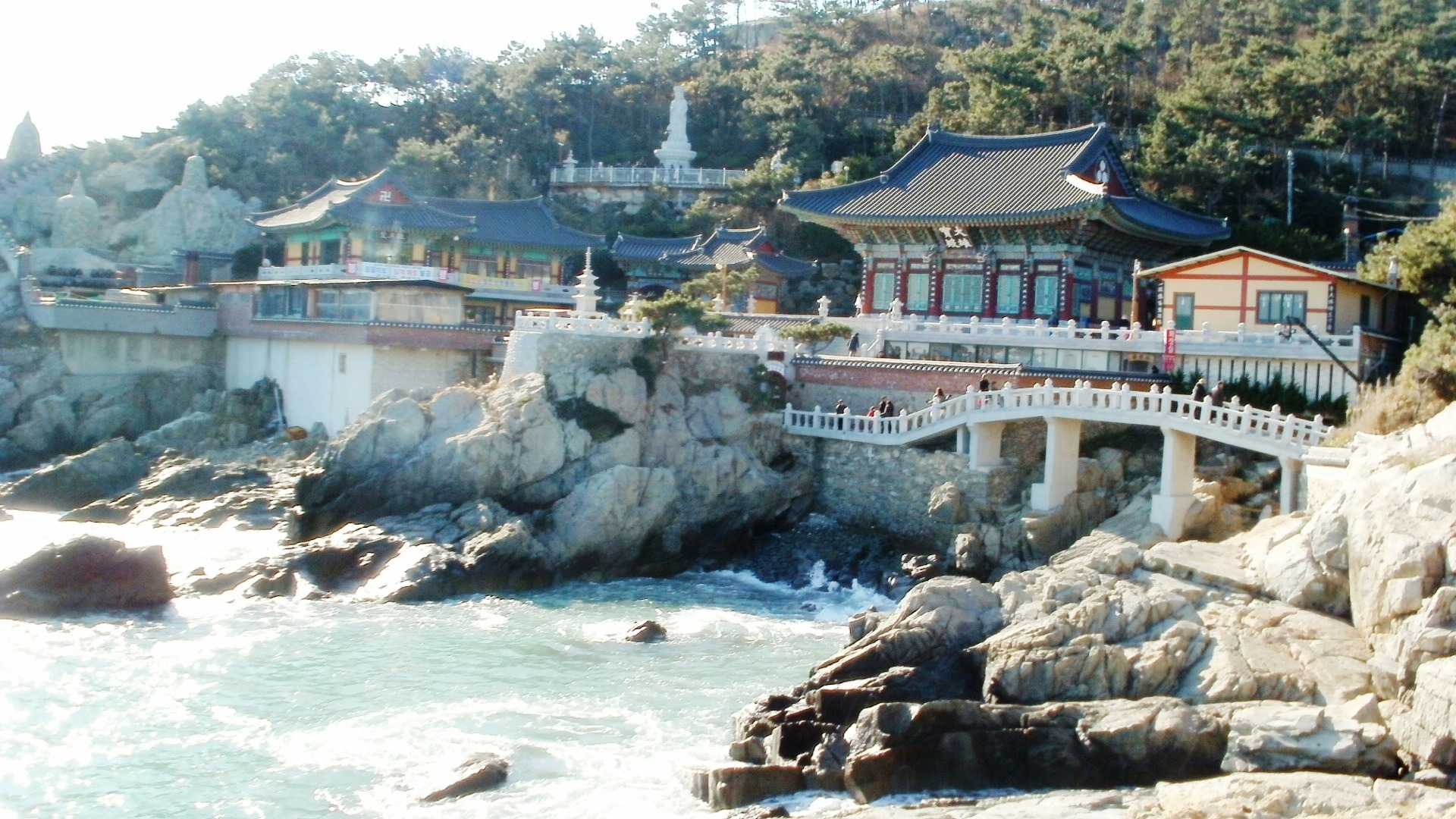
Đền Haedong Yonggungsa

- Pháo đài Busanjinjiseong (hoặc Jaseongdae)
- Pháo đài Cheonseongjinseong
- Đền Chungnyeolsa
- Pháo đài Dongnaeeupseong
- Đền thờ Hồi giáo Dongnae Hyanggyo Khổng giáo
- Dongnaebu Dongheon
- Dongsam-dong Shell Mound
- Pháo đài Jwasuyeong
- Pháo đài Geumjeongsanseong
- Đền Haedong Yonggung
- Janggwancheong
- Gungwancheong
- Miếu Songgongdan
- Miếu Jeongongdan
- Đền Samgwangsa
- Nghĩa trang ở Bokcheon-dong, Dongnae
- Nghĩa trang Tưởng niệm Liên Hợp Quốc
- Waeseong ở Jukseong-ri, Gijang
- Cầu Yeongdo
- Rạp Yeonggadae
- Miếu Yungongdan

### Nghệ thuật

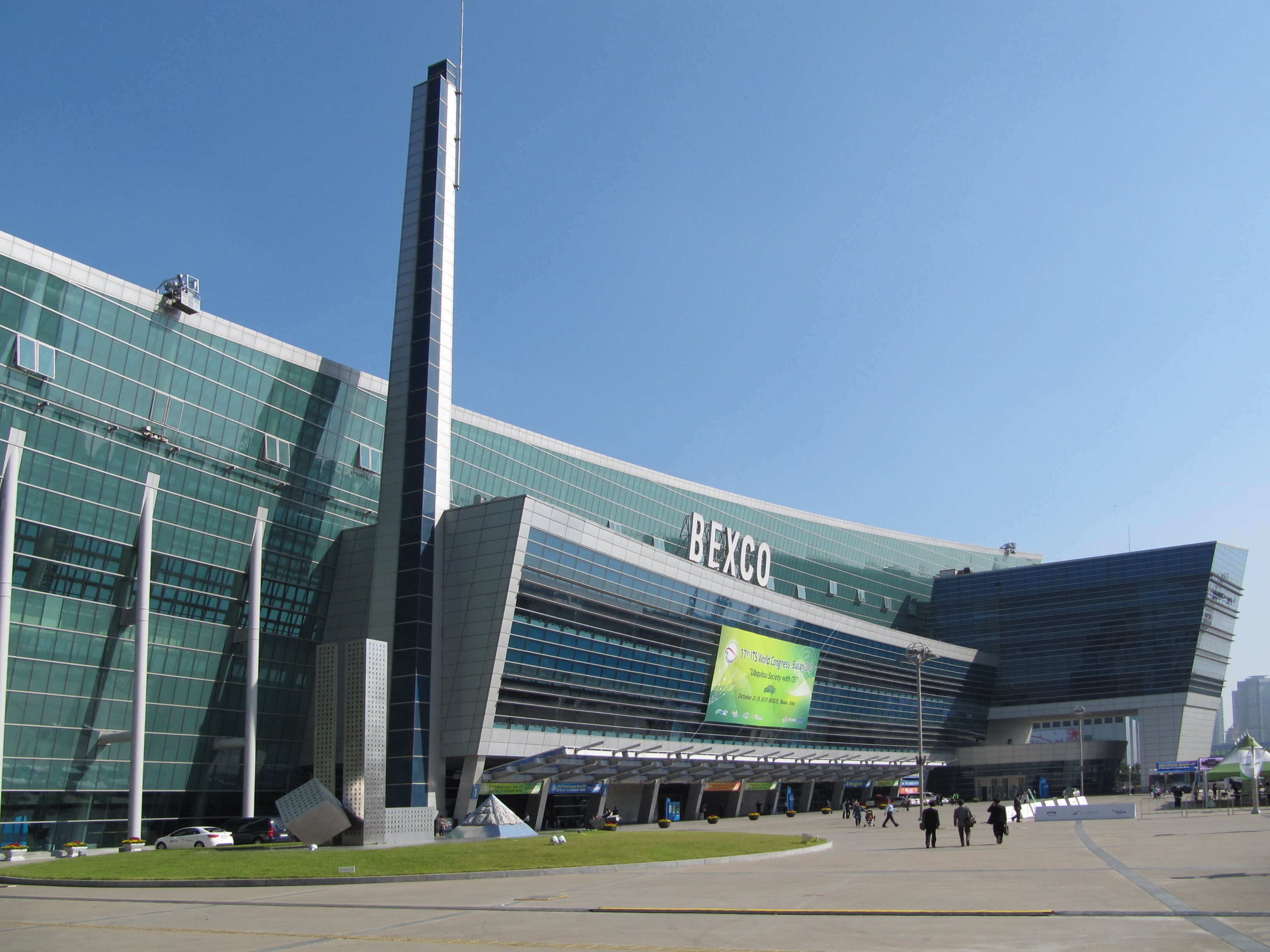
Trung tâm hội nghị và triển lãm Busan

Thành phố Busan rất nổi tiếng với Liên hoan phim quốc tế Busan, một trong những liên hoan phim lớn nhất châu Á và thu hút sự tham dự của nhiều bộ phim cũng như khách du lịch trên thế giới mỗi năm - được tổ chức ở Trung tâm Điện ảnh Busan vào mỗi mùa thu. Busan Biennale, một liên hoan nghệ thuật đương đại quốc tế được tổ chức hai năm một lần cũng thu hút rất nhiều nghệ sĩ và khách du lịch đến thành phố này với nhiều tác phẩm nghệ thuật thuộc nhiều lĩnh vực, tổ chức 2 năm 1 lần.
Busan cũng tổ chức Lễ hội One Asia, lễ hội K-pop lớn nhất ở Hàn Quốc bắt đầu từ năm 2016, khẳng định bản thân thành phố là trung tâm của văn hóa K-pop. 

Bảo tàng Nghệ thuật đương đại Busan

Năm 2012, nghệ sĩ người Đức Hendrik Beikirch vẽ bức tranh tường cao nhất châu Á mang tên "Chân dung ngư dân" trên một tòa nhà gần Millak Raw Fish Town. [
Busan là nơi có 80 cơ sở biểu diễn bao gồm 30 cơ sở công cộng, bao gồm Trung tâm Văn hóa Busan, Công dân Busan, Trung tâm Điện ảnh Busan và Trung tâm Gugak Quốc gia Busan. Có 40 cơ sở tư nhân, chẳng hạn như KBS Art Hall Busan, Trung tâm nghệ thuật Sohyang, Phòng nghệ thuật MBC Samjoo, Phòng hòa nhạc Đại học Kyungsung và Phòng Văn hóa Cửa hàng Shinsegae.

### Ẩm thực

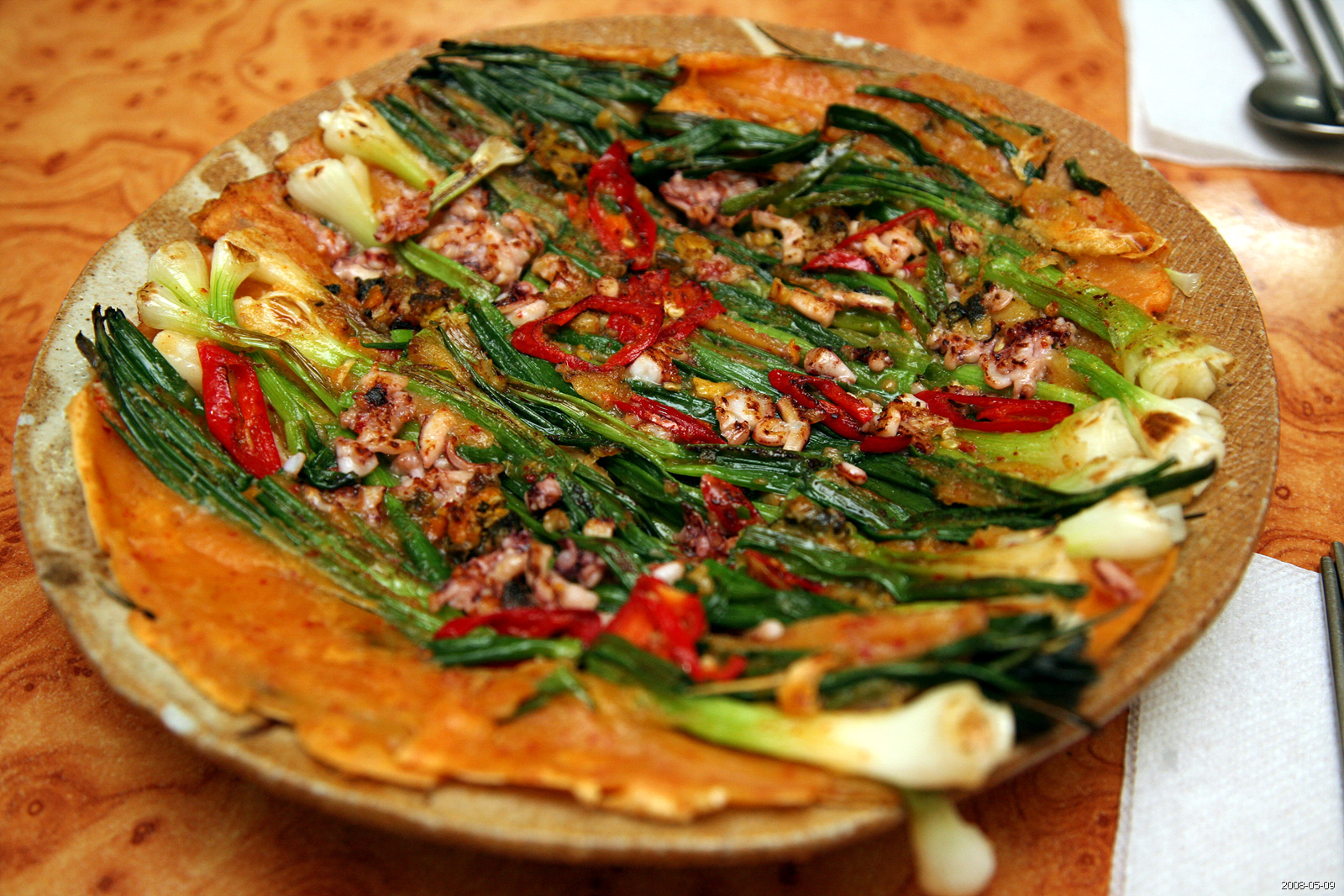
Dongnae pajeon

Busan từng là trung tâm của các vấn đề quân sự ở khu vực phía nam của bán đảo và do đó là một địa điểm quan trọng cho các mối quan hệ ngoại giao với Nhật Bản; các viên chức cao cấp và quan chức từ chính phủ thường xuyên đến thăm thành phố. Các loại thực phẩm đặc biệt được chuẩn bị cho các nhân viên như Dongnae pajeon (동래 파전), một biến thể của pajeon (bánh kếp mặn Hàn Quốc), được làm từ hành lá, ớt thái lát và các loại hải sản trong bột mì, gạo nếp dày bột mì, trứng, muối và nước.
Trong Chiến tranh Triều Tiên, Busan là điểm đến tị nạn lớn nhất trên bán đảo; những người từ tất cả các vùng của Hàn Quốc đã đến đó. Một số những người tị nạn ở lại và thích nghi và điều chỉnh công thức nấu ăn của đặc sản địa phương của họ. Một trong những loại thực phẩm này là milmyeon (밀면) (có nghĩa là 'mì lúa mì') một phiên bản của naengmyeon, súp mì kiều mạch lạnh, nhưng thay vì sử dụng bột mì. (Naemyeon vốn là một món ăn đặc sản của Hamhung và Bình Nhưỡng ở Bắc Triều Tiên.) Dwaeji gukbap (돼지 국밥) (có nghĩa là 'thịt heo / lợn canh') cũng là kết quả của Chiến tranh Triều Tiên. Đây là món súp thịt lợn thịnh soạn và đang trở nên phổ biến hơn trên toàn quốc. Thịt lợn lốm đốm ăn kèm với các loại rau như dưa chuột, hành tây và sốt mù tạt là phổ biến và được gọi là Nangchae-Jokbal.
Có thể tìm thấy một dấu vết của xác thực Busan trong bánh cá nổi tiếng tại chợ Bupyeong. Bánh cá ban đầu đến từ các món ăn Nhật Bản "Kamaboko". Nó được làm bằng cá philê nghiền nát và chiên. Bánh cá của Busan đã đạt được danh tiếng từ hương vị đặc biệt của nó. Ngày càng có nhiều người tham gia các chuyến đi thực phẩm đến Busan để thưởng thức các loại bánh cá đặc biệt. Khoảng 1 triệu du khách tôn vinh lịch sử của thực phẩm này bằng cách ghé thăm một trong những cửa hàng bánh cá nổi tiếng của địa phương.
Lịch sử của Choryang Galbi (xương sườn heo) quay trở lại Chiến tranh Triều Tiên. Hồi đó, những người bình thường tụ tập ở thị trấn Choryang có xương sườn thịt lợn tương đối rẻ nhưng có chất dinh dưỡng để giải nén từ một ngày dài làm việc. Ngày nay, khoảng 20 nhà hàng galbi duy trì lịch sử của nó và Choryang đã trở nên nổi tiếng với đường phố bán món galbi.
Cá thu thái lát sống cũng là một món đặc sản ở Busan. Khoảng 80% cá thu ở Hàn Quốc được đánh bắt ở Busan. Cá thu có thể dễ dàng bị ươn, vì vậy chúng thường được ăn sống ngay sau khi bắt được.

### Tôn giáo
Tôn giáo ở Busan (2005)
Theo điều tra dân số năm 2005, dân số của Busan 16.6% theo Kitô giáo (12.1% Tin Lành và 4.5% Công giáo) và 41% theo Phật giáo. 43% dân số phần lớn không theo tôn giáo hoặc theo chủ nghĩa Muism và các tôn giáo bản địa khác.

## Giao thông

### Xe buýt
Các tuyến xe buýt tốc hành chính kết nối Busan với các thành phố khác ở Hàn Quốc tại hai bến xe buýt chính, Bến xe buýt Nopodong (tại ga phía bắc của Tuyến Tàu điện ngầm 1) và Bến Xe buýt Seobu tại Ga Sasang trên Tuyến Tàu điện ngầm số 2.
134 tuyến xe buýt đô thị phục vụ tất cả các phần của Thành phố đô thị Busan. (Xe buýt đô thị Busan)

### Xe buýt thành phố
Xe buýt thành phố hoạt động tổng cộng 160 tuyến. Có xe buýt tốc hành kết nối các khu vực chính một cách nhanh chóng thông qua đường hầm và cầu vượt và xe buýt thành phố nói chung mà dừng lại ở mỗi trạm xe buýt. Ngoài ra còn có xe buýt sân bay kết nối với Sân bay quốc tế Gimhae và khu vực trung tâm thành phố. Một số xe buýt trong thành phố nối các thành phố lân cận Busan bao gồm Yangsan, Changwon, Gimhae và Ulsan cũng cung cấp dịch vụ đến Busan.

### Xe bus Limousine đến sân bay Gimhae
Xe buýt Limousine của Sân bay Gimhae là một trong những tuyến xe buýt nhanh nhất kết nối với Sân bay Quốc tế Gimhae và khu vực trung tâm thành phố. Tính đến năm 2012, ba tuyến được khai thác bởi Công ty Limousine Sân bay Taeyoung.
- Nampo-dong: Sân bay quốc tế Gimhae ↔ Seomyeon, Ga Busanjin, Ga Busan, Nampo-dong ↔ Chungmu-dong (Văn phòng Seo-gu)
- Haeundae No.1: Sân bay quốc tế Gimhae ↔ Namcheon-dong, BEXCO, Dongbaekseom (Westin Chosun Busan), Haeundae ↔ Thành phố mới (Ga Jangsan)
- Haeundae số 2: Sân bay quốc tế Gimhae ↔ Namcheon-dong, Cầu Gwangan, Haeundae ↔ New Town (Trạm Jangsan) Xe buýt tốc hành

### Xe buýt liên tỉnh
Xe buýt liên tỉnh đến các tỉnh phía đông Gyeongnam, Gyeongbuk, Gangwon và Gyeonggi có sẵn tại Bến Xe buýt Trung tâm Busan. Xe buýt cung cấp dịch vụ đến Tây Gyeongnam và tỉnh Jeolla khởi hành từ Bến xe buýt Tây Busan ở Sasang. Xe buýt đến khu vực phía đông Gyeongnam, bao gồm Ulsan, Gimhae và Changwon, Khu vực Thủ đô Seoul, bao gồm Osan, Suwon, Ansan, Bucheon và Dong Seoul và khu vực phía nam Gangwon, bao gồm Donghae và Gangneung có sẵn tại Bến xe buýt liên tỉnh Haeundae. Bến xe buýt liên tỉnh Dongnae có xe buýt đến khu vực trung tâm và phía nam Gyeongnam, bao gồm Changwon, Gimhae, Gosung, Tongyoung và Geoje, cũng như Suncheon, Yeosu và Gwangyang.

### Đường thủy

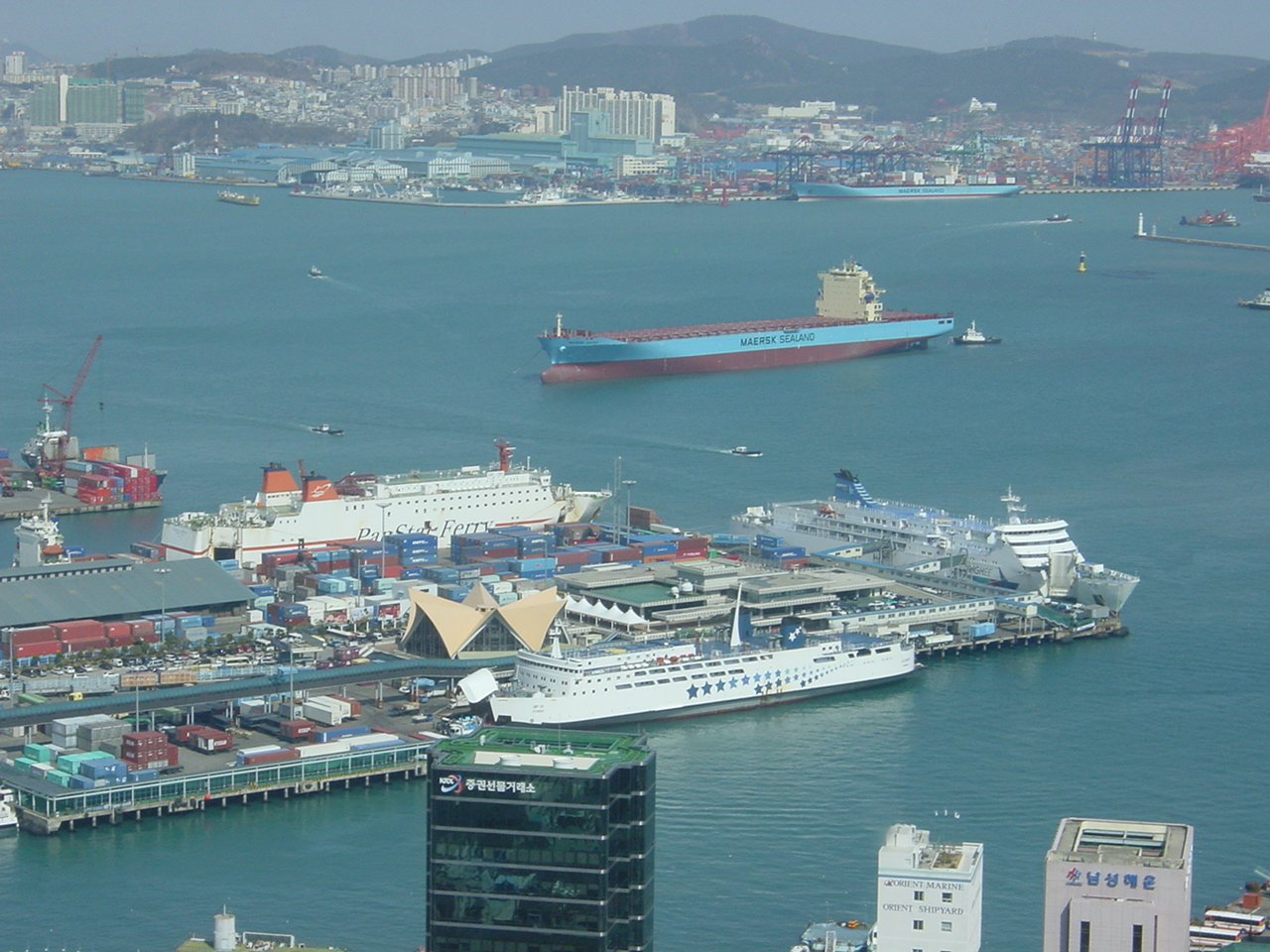
Bến cảng Busan 1 với Bến Phà Quốc tế (3 bến phà cập bến)

Phà rời khỏi Bến Phà Quốc tế tại Bến cảng Busan 3,4 nối Busan với các cảng Nhật Bản Izuhara và Hitakatsu trên Đảo Tsushima, cũng như các thành phố Shimonoseki, Fukuoka và Osaka trên đất liền của Nhật Bản.
- PanStar khai thác phà PanStar giữa Busan và Osaka.
- Seaflower 2, phà đến Tsushima do Dae-a Express Shipping vận hành, chỉ chở hành khách giữa Busan và Hitakatsu trong 1 giờ 40 phút và giữa Busan và Izuhara trong 2 giờ 40 phút
- Chiếc Seonghee, do Pukwan Ferry khai thác, kết nối Busan với Shimonoseki.
- Một trong những chuyến phà đến Fukuoka là Camellia, do Camellia Line điều hành. Các Camellia thực hiện chuyến đi đến Fukuoka qua đêm trong 7 giờ 30 phút, và chuyến đi trở lại vào buổi chiều trong 5 giờ 30 phút.
- Dịch vụ phà khác đến Fukuoka do Beetles và Kobees đảm nhiệm, 2 đội tàu cánh ngầm tốc độ cao do Miraejet khai thác. Khoảng năm chuyến khởi hành từ mỗi thành phố được lên lịch mỗi ngày. Bằng tàu cánh ngầm, chỉ mất 2 giờ 55 phút để đi qua eo biển Triều Tiên đến Fukuoka. Beetles thuộc sở hữu của JR Kyushu.

Điều này được quản lý bởi Cảng vụ Busan.

### Đường sắt quốc gia
Busan nằm trên một số tuyến đường sắt, trong đó quan trọng nhất là Tuyến Gyeongbu nối liền với các thành phố lớn khác như Seoul, Daejeon và Daegu. Tất cả các lớp tàu chạy dọc theo Tuyến Gyeongbu, bao gồm các chuyến tàu KTX tốc độ siêu cao cung cấp dịch vụ thường xuyên đến Seoul trong khoảng 150 phút. Tuyến Gyeongbu kết thúc tại Ga Busan. Các tuyến khác bao gồm tuyến Donghae Nambu nối Ulsan, Pohang và Gyeongju.
SRT ra mắt lần đầu vào năm 2016 và chạy dọc theo đường sắt cao tốc Gyeongbu và Honam. SRT cung cấp một cửa ngõ mới kết nối khu vực Gangnam của Seoul với các thành phố lớn. Nó được kết nối trực tiếp với tuyến tàu điện ngầm số 3 và tuyến Bundang, tăng khả năng tiếp cận tàu điện ngầm tuyến 2, 5 và 8 cũng như tuyến Shinbundang và nó cũng nằm gần đường cao tốc Dongbu kết nối với các xa lộ chính khác.

### Tàu điện

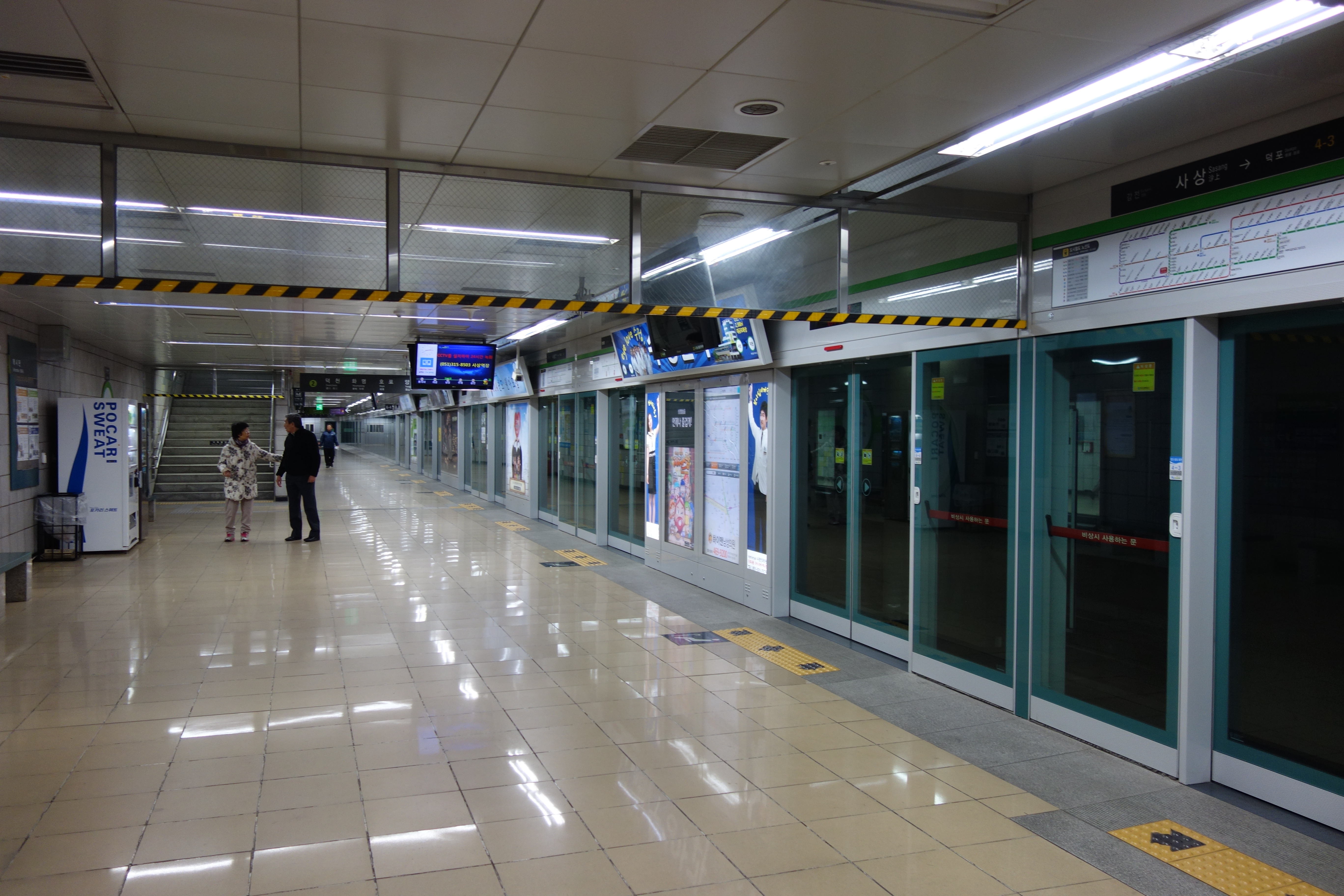
Busan Metro tuyến 2

Có sáu tuyến tàu điện ngầm vào tháng 1 năm 2017. Các trạm trung chuyển như sau: Ga Seomyeon (Tuyến 1, 2) / Ga Yeonsan (Tuyến 1, 3) / Ga Suyeong (Tuyến 2, 3) / Ga Deokcheon (Tuyến 2, 3) / Ga Minam (Tuyến 3, 4) / Ga Dongnae (Tuyến 1, 4) / Ga Sasang (Tuyến 2, Busan - Tuyến đường sắt nhẹ Gimhae) / Ga Daejeo (Tuyến 3, Busan - Tuyến đường sắt nhẹ Gimhae) / Busan Ga Đại học Sư phạm Quốc gia (Tuyến 1, Tuyến Donghae) / Ga Bexco (Tuyến 2, Tuyến Donghae) / Ga Geoje (Tuyến 3, Tuyến Donghae)

### Đường không
Busan được phục vụ bởi sân bay quốc tế Gimhae ở Gangseo-gu. Sân bay quốc tế Gimhae được kết nối bằng Tuyến đường sắt nhẹ Busan-Gimhae

#### Các chuyến bay trong nước
Nhà ga Sân bay Quốc tế Gimhae ở Gangseo-gu cung cấp các chuyến bay đến Gimpo, Jeju và Yangyang.

#### Các chuyến bay quốc tế
Sân bay quốc tế Gimhae ở Gangseo-gu hoạt động các tuyến đến Nhật Bản (Tokyo, Nagoya, Osaka, Fukuoka, Sapporo và Kitakyushu), Trung Quốc (Bắc Kinh, Thượng Hải, Thẩm Dương, Thanh Đảo, Uy Hải và Yên Đài), Hồng Kông, Ma Cao, Đài Loan (Đài Bắc), Mông Cổ (Ulaanbaatar), Đức (Munich), Việt Nam (Hà Nội, Thành phố Hồ Chí Minh và Đà Nẵng), Thái Lan (Bangkok), Philippines (Manila, Cebu và Calibo), Malaysia (Kuala Lumpur, Kota Kinabalu), Campuchia (Xiêm Riệp), Lào (Viêng Chăn) và Guam. Các chuyến bay đến Sân bay quốc tế Narita ở Tokyo có thể dễ dàng chuyển tiếp đến Mỹ.

## Thành phố kết nghĩa
- - Kaohsiung, Đài Loan (1966)
- - Los Angeles, Mỹ (1967)
- - Shimonoseki, Nhật Bản (1976)
- - Barcelona, Tây Ban Nha (1983)
- - Rio de Janeiro, Brasil (1985)
- - Fukuoka, Nhật Bản (1989)
- - Vladivostok, Nga (1992)
- - Thượng Hải, Trung Quốc (1993)
- - Surabaya, Indonesia (1994)
- - Victoria, Australia (1994)
- - Thành phố Hồ Chí Minh, Việt Nam (1995)
- - Tijuana, México (1995)
- - Auckland, New Zealand (1996)
- - Valparaiso, Chile (1999)
- - Montreal, Canada (2000)
- - Western Cape, Nam Phi (2000)
- - Istanbul, Thổ Nhĩ Kỳ (2002)
- - Dubai, UAE (2006)
- - Chicago, Mỹ (2007)
- - Manila, Philippines (2008)
- - Thành phố Thái Nguyên, Việt Nam (2005)